# Reliques de la Grotte du Lait
 (octobre 2017).
Motif : ce prospectus, sans doute copyvioté, ne correspond pas aux critères minimaux de wp

Les reliques de la grotte du Lait de la Vierge, dites autrefois « reliques du saint Laict », abrégé de « reliques de la Grotte du Lait » (ex crypta B.M.V. lactis dicta, de lapide super quem sparsit Virgo Maria lac suum), furent importées durant des siècles dans toute l'Europe. Par leurs propriétés, elles correspondaient un peu à l'eau de la Grotte de Lourdes de nos jours, un « souvenir » ramené d'un lieu saint, aux vertus réputées curatives, d'une grotte autrefois universellement vénérée, avant celle de Lourdes. Un texte de Laurentius Surius témoigne de l'ancienneté de cette coutume concernant la grotte du lait, où venaient prier des femmes de toute confession, juives, chrétiennes et musulmanes,  d'envoyer dans toute l'Europe des tablettes et des petits pains de cette craie, terre blanche et friable, pour guérir les malades, de même qu'on les rapportait en tant que souvenir, curiosité, ou objet de dévotion.
«  Il ne faut donc point  s' émerveiller,   que les pèlerins  de ce temps distribuent avec grande révérence des pierrettes et pièces de terre qu'ils  apportent des Saints Lieux de la Palestine,  comme témoignent saint Augustin et saint   Grégoire, évêque de Tours, disant qu'en   mêlant ces pierrettes ou terre avec de   l'eau, on en soulait  faire des tablettes, qu'on  portait et envoyait par tout le monde pour  la guérison des malades.  »
— Laurentius Surius
Les reliques de la grotte du lait jadis vendues sous le nom de « lait de la Vierge » ne doivent pas être confondue avec le « lait de la Vierge », une substance blanche et laiteuse utilisée par les alchimistes voici des siècles. (homonymie)

## Récits de pèlerins
Voici plusieurs siècles tout le monde ne pouvait aller en Terre Sainte, mais on connaissait des lieux par les récits de pèlerins et de voyageurs : le premier récit qui nous soit parvenu de la visite de la Grotte du Lait est celui de Philippe de Busseriis au XIIIe siècle. Le récit de François Quaresmius, gardien des lieux saints, est le plus connu, enfin on possède aussi celui de Marcel Ladoire, frère mineur de passage en Terre Sainte, ainsi que celui de très nombreux autres franciscains et pèlerins.

## Vertu de cette grotte

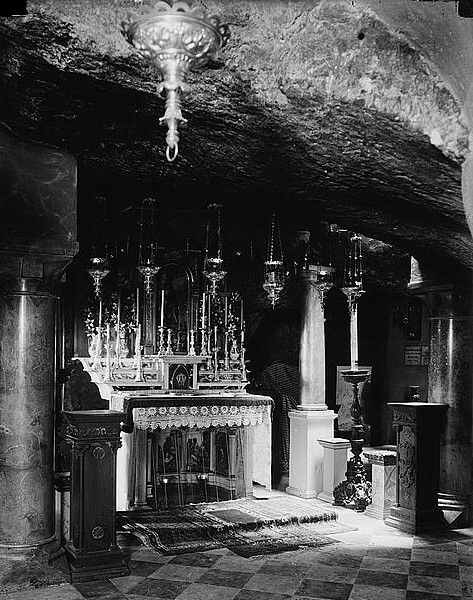
Grotte du Lait

### La légende
La légende rapporte que la roche de la grotte a contracté cette vertu, depuis que la Vierge Marie, s'y étant un jour retirée, donna le sein à l'Enfant Jésus, et laissa tomber quelques gouttes de son lait sur une anfractuosité de la grotte : une source en aurait aussitôt jailli, et la roche serait immédiatement devenue tendre et blanche comme une masse de lait. Les gouttes de lait de la Vierge Marie se seraient en outre mélangées à la poussière du sol. Depuis lors, la terre calcaire blanche de la Grotte du lait s'appela « lait de la Vierge ». Les reliques du saint lait étaient donc des morceaux de pierre de la grotte du lait appelée par extrapolation « reliques du saint lait de la Vierge ».

### La roche calcaire
La roche de cette grotte est très friable, une craie blanche (tuf) qu'on réduisait en poudre : on en faisait de petits pains qu'on envoyait dans tout le pays. Cette roche, serait du lait de lune ou de microcristaux, composée de minéraux, principalement de carbonates, tels que le soufre, le calcium, la silice, le carbone, la craie et qui, au contact avec de l'eau, forme une substance épaisse et crémeuse blanche ou sèche, une poudre blanche de poussière calcaire. Un phénomène tout à fait naturel, dans certaines conditions géologiques, en la présence de cours d'eau souterrains, créa çà et là un peu partout, de véritables « rivières de lait », de l'Italie à l'Espagne au Canada et, plus précisément au Moyen-Orient, ce qui pourrait expliquer les nombreuses reliques du Saint Lait dispersées dans toute l'Europe par les anciens combattants de retour des Croisades.
En plus de cette craie, on recueillait dans des fioles la substance liquide dont les murs de la grotte suintaient durant les temps humides, sous le nom de lait de la Vierge.

### Ses vertus curatives
La « terra sigillata » de la grotte du lait fut donc employée pour ses vertus pharmaceutiques sans doute bien avant le Moyen Âge jusqu'au XXe siècle,et aujourd'hui encore sans doute, par exemple comme complément nutritionnel, comprennent des oligo-éléments :potassium, zinc et magnesium. La géophagie ou le fait de manger de la terre pour guérir, est une pratique courante dans le monde arabo-musulman.
Berthold Laufer rapporte que Ibn-al-Baytar en décrivit cinq formes dans son traité pharmacologique : la  terra sigillata, la terre égyptienne, la terre samienne, la terre de Chios, la terre « cimolite », l' « ampelitis » (Pline, XXXV, 56) ou pharmakitis de Séleucie en Syrie, la terre d'Arménie et la terre de Nishapur. Les Suisses connaissent le lait de lune, près du Lac de Pilate Quaresmius mentionne un miracle  après que saint Paul a rejeté une vipère qui l'avait mordu à la main lorsqu'ils firent escale en l'île de Malte ( Actes des Apôtres. XXIX), il n'y avait plus sur l' île, ni serpents, ni animaux venimeux, et la terre de Malte elle-même, serait devenue un contre-poison ; puis remarque-t-il : « Si une telle vertu a été donnée à cette terre à cause de saint Paul, pourquoi refuserions-nous de croire que Dieu, pour honorer la Vierge mère, a communiqué une vertu semblable et encore plus grande de cette grotte, sanctifiée par la présence de Jésus et de Marie » ! F. ; de Mély en 1880 assimile sans hésiter, cette pierre de la grotte du lait, aux pierres blanches réputées favoriser la lactation, ou de guérir les ophtalmies, en étudiant les anciens récits qui en font la description, et qui portaient différents noms selon les pays : Galactite en français, Lait de lune ou Milchstein en allemand, Lechar en espagnol, Zarocar en arabe, Lenelim et 'Azufaraquid en hébreu.

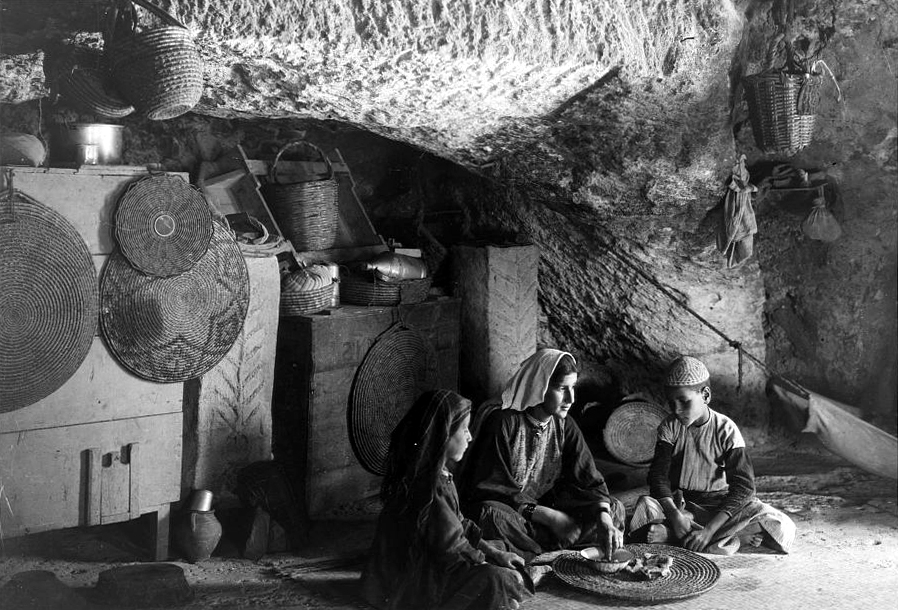
Repas dans une habitation modeste

Cette poudre aurait la vertu de favoriser la lactation, de rendre le lait aux femmes qui l'ont perdu par quelque maladie, ou de l'augmenter à celles qui en ont peu : selon la légende, grâce à la Vierge Marie qui retrouva là son lait. On la donnait à toutes les nourrices qui manquaient de lait et les témoignages de son efficacité étaient innombrables surtout chez les femmes et nourrices infidèles. Comme la poussière de cette roche empêchait les nourrices de perdre leur lait, mélangée la nourriture, ou bien dans la boisson, eau, bouillon ou vin blanc, les femmes et les pèlerins de toute religion et nationalité (grecques, arméniennes, russes, musulmanes, juives ou chrétiennes) venaient chaque jour en emporter un peu après avoir récité une prière dans la grotte, qui était continuellement creusée par les habitants et s'était agrandie au fil du temps.

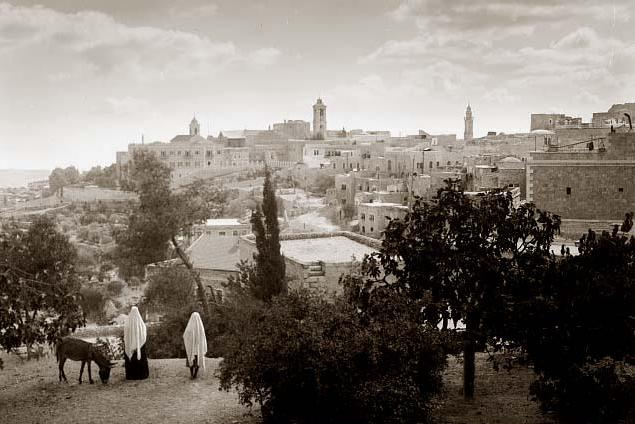
Bethleem, en 1898.

Cette craie ressemblait mystérieusement à du lait coagulé et en certains endroits du monde comme Murcie ou Naples, se liquéfierait mystérieusement comme du vrai lait, les jours de fête. De plus tous les témoignages rapportent principalement, que ses propriétés de rendre de lait aux nourrices étaient réelles, et ces vertus continueraient peut-être dans les paroisses et cathédrales où ces reliques étaient rapportées, et là où on vénérait une statue : En France, à Nantes, la statue de la « Chapelle du Créé-Lait » (aujourd'hui Chapelle Notre-Dame-des-Champs) passait ainsi également pour avoir le pouvoir de favoriser une lactation abondante chez les nourrices et les femmes qui allaitent. On vénérait une fois par semaine solennellement cette relique dans la Chapelle du saint-Lait de Reims.

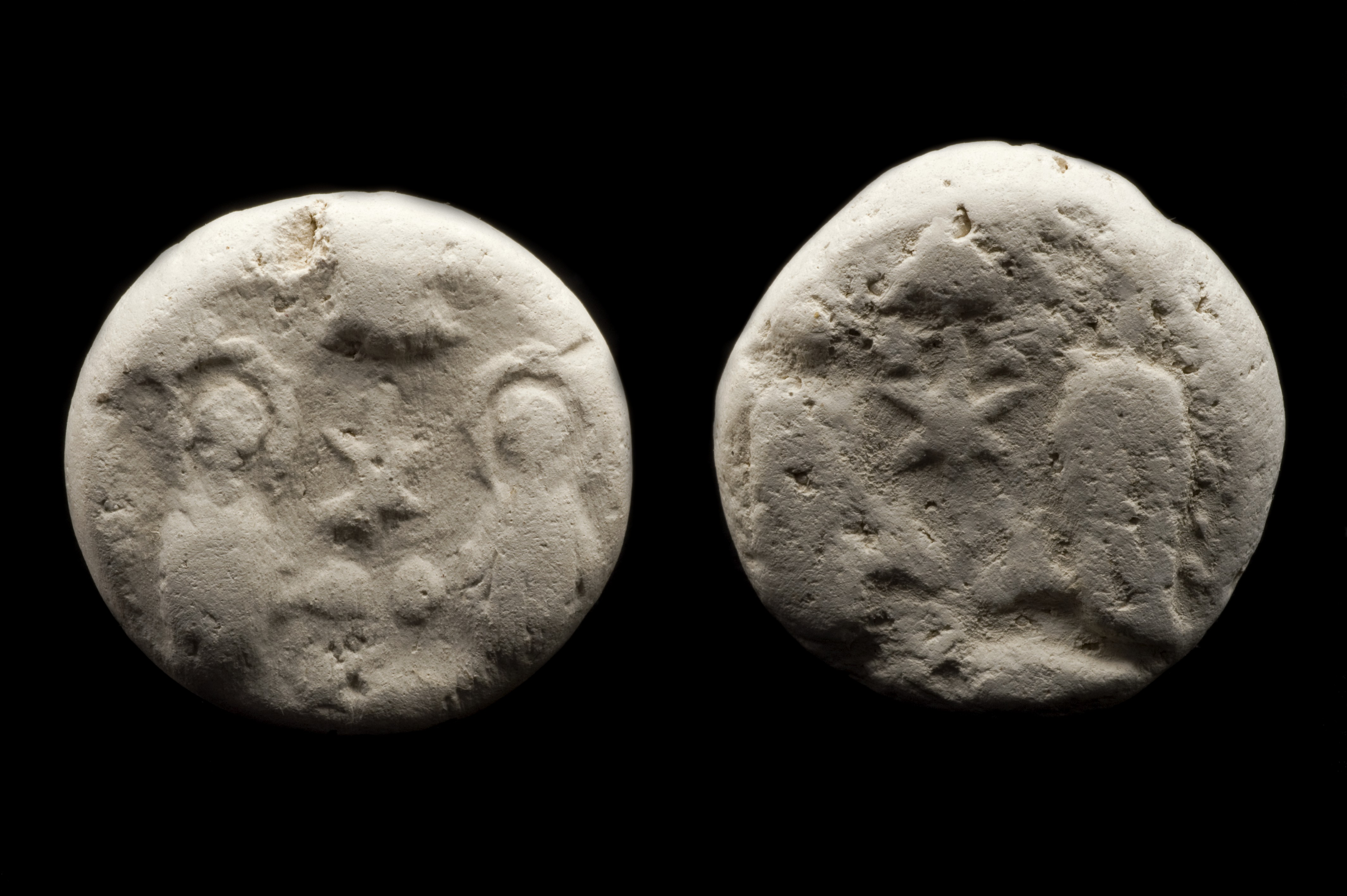
Calcaire blanc de la Grotte du lait à usage pharmaceutique

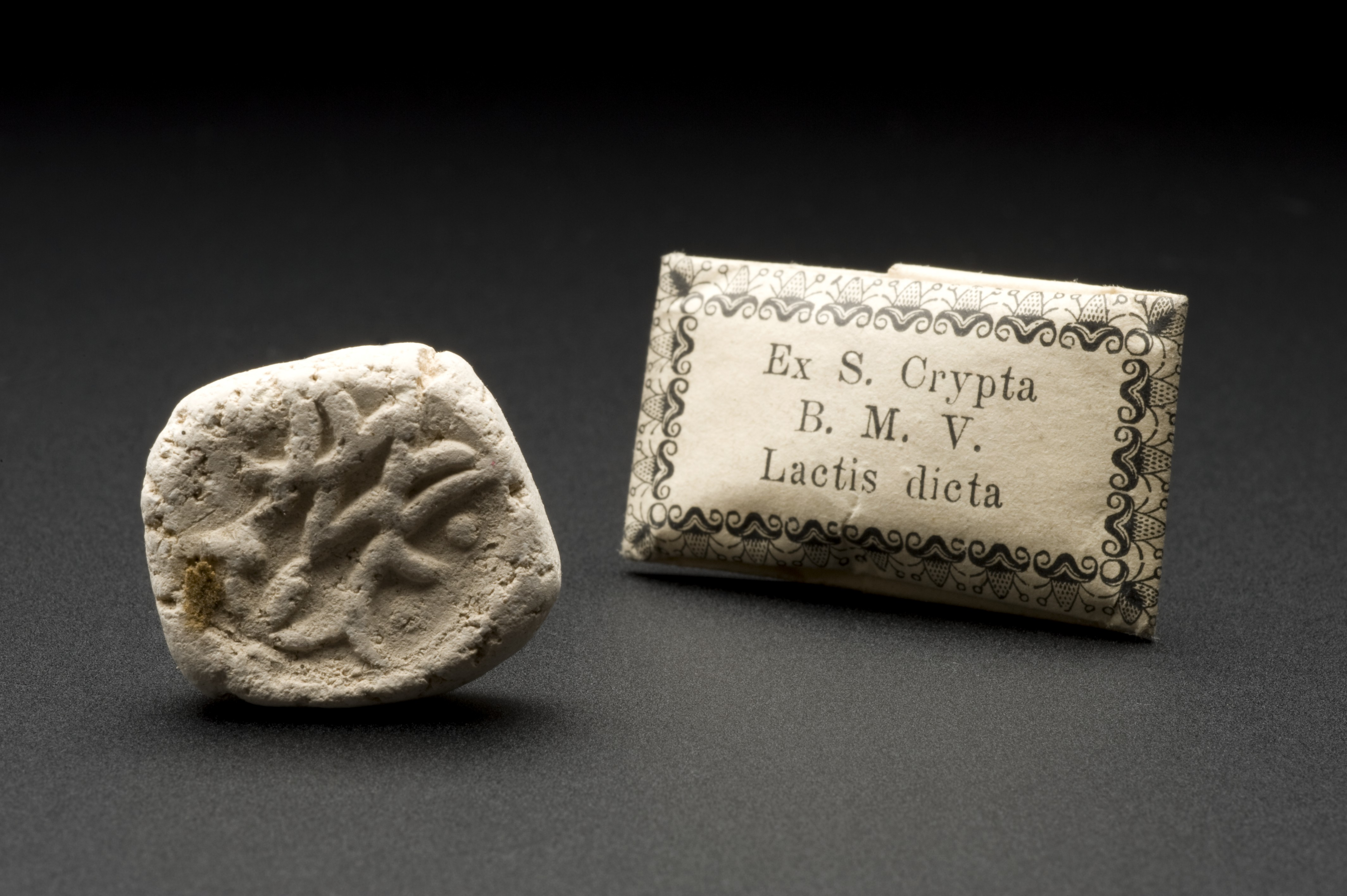
terra sigillata, reliques de la Grotte du lait

C'était une relique royale : tous les pèlerins, en particulier les franciscains, racontaient au retour leur voyage et décrivaient cette grotte « blanche comme la neige » et la merveilleuse propriété de sa roche, liqueur favorisant une abondante lactation à toutes les femmes, turques, arabes, maures, ou chrétiennes. En 1612 au XVIIe siècle William Lithgow visita lui aussi la grotte du Lait, acheta alors pour un pound de cette terre, et en offrit à la reine Anne d'Angleterre avec d'autres reliques,.
Au XIXe siècle encore, les franciscains distribuaient des tablettes faites de terre de la grotte, moulées dans des petits moules et transformées en terra sigillata, en forme de pastilles de Vichy, demandant aux pèlerins auxquels ils les donnaient de la mélanger à de l'eau et de la boire, homme et femme ensemble et de réciter durant neuf jours le troisième mystère joyeux du rosaire, la Nativité : ces tablettes avec pilules de sainte Colette guérissant la stérilité, faisaient partie de la «pharmacie franciscaine ». Et de nos jours encore cette tradition se perpétue, mais les femmes viennent surtout chercher un bon remède à la stérilité. De nombreuses photos de nourrissons, nés après la consommation de terre de la grotte par leurs parents, après le pèlerinage, ornent désormais ce lieu.
Les reliques de la grotte auraient également été bonnes pour l'ophtalmie.

### Ses vertus spirituelles
Voir Symbolisme

### Des reliques: authentiques ou fausses?
C'étaient de « vraies » reliques de la terre de la grotte du lait, lieu de pèlerinage, mais, pas du lait de la Vierge... cependant les récits de miracles en quelques endroits, selon lesquels la relique se liquéfiait le jour des fêtes de la Madone, entretenait la confusion.
Ces reliques étaient, pour les croyants, le signe visible de l'incarnation du Verbe fait chair dans un petit enfant : Dieu venu sur la terre, but, comme tous les nourrissons, le lait de sa Mère, Marie. Les chrétiens découvrirent cette Grotte et ses parois avec le calcaire lors des croisades pour la délivrance des Lieux Saints, comme le montre le « miracle du pèlerin et de l'aubépine », faits prisonniers par les sarrasins, lors de l'acquisition de la Grotte par les franciscains, ou par les voyages et pèlerinages en Terre sainte : Ils rapportèrent alors en Europe, ces sachets de poudre blanche
«  Les gens raclaient la poudre blanche de nitrate des parois et la latérite du sol. Ensuite ils égrugeaient cette dernière, la lavaient et l'exposaient au soleil jusqu'à ce qu'elles devienne blanche. Les croisés et les pèlerins la rapportaient tantôt en poudre dans des fioles, tantôt en tablettes en Europe  »
— Jure Mikuž
.

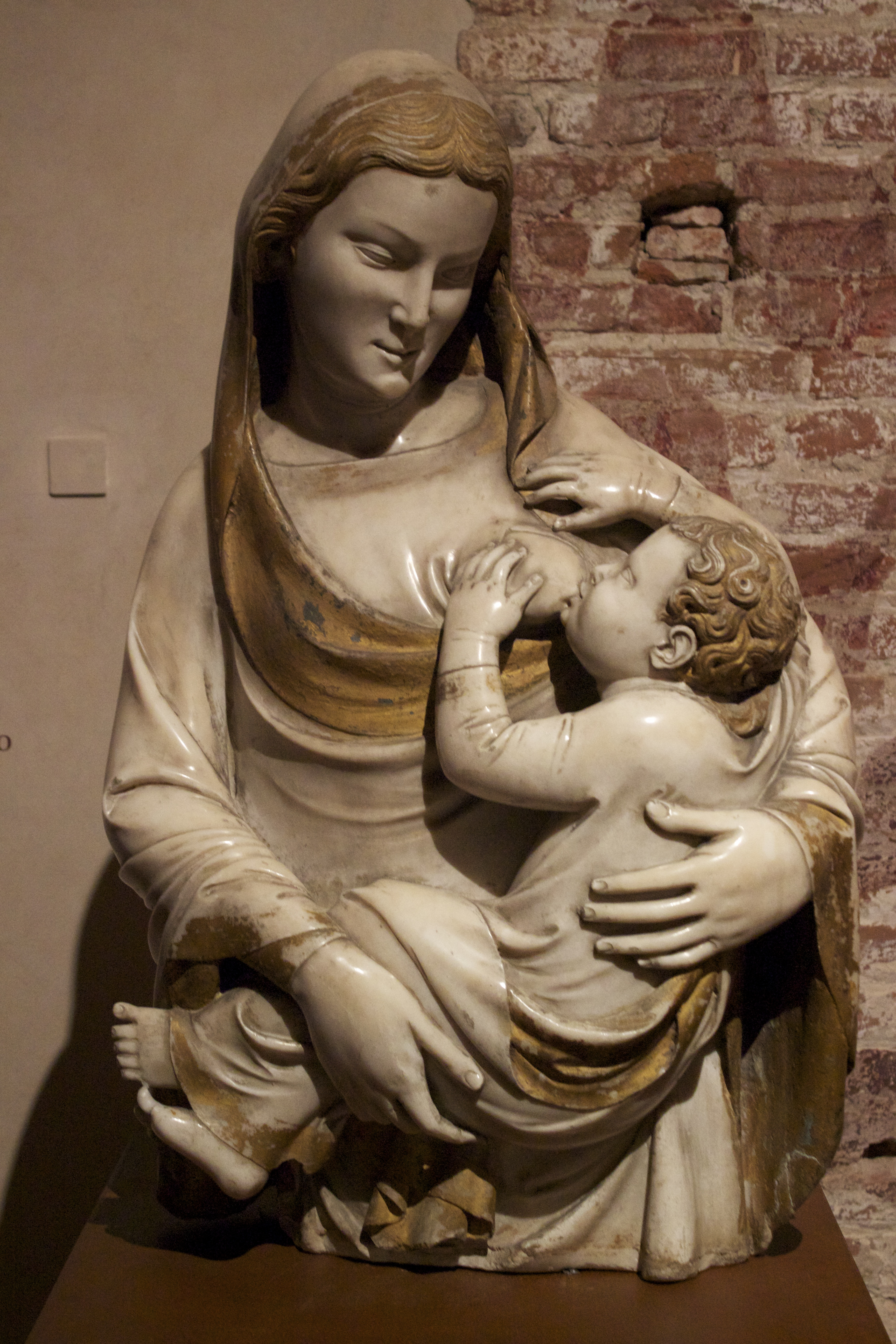
Andrea Pisano : «La Vierge-Mère enfante le Fils saintement ; elle donne le lait à celui qui nourrit le genre humain ; elle soutient sur ses genoux celui qui soutient tout ; elle est vierge, et elle est mère ! Mais qu'est-ce donc qu'elle n'est pas ? » (saint Ephrem).

Innombrables les récits de visite de la Grotte du lait et des mystérieuses reliques qu'on en rapportait :
«  Nous sommes allés à la Grotte du Lait, bien sûr, une caverne où Marie se cacha un certain temps avant la fuite en Égypte. Ses murs étaient noirs avant qu'elle y soit entrée, mais en allaitant l'Enfant, une goutte de son lait tomba sur le sol, et instantanément changea l'obscurité des parois en sa propre teinte neigeuse. Nous avons pris beaucoup de ces petits fragments de pierre avant de partir d'ici, car il est bien connu dans tout l'Orient qu'il suffit à une femme stérile de les toucher de ses lèvres et cette infirmité s'en ira. Nous avons pris beaucoup de spécimens en vue d' apporter du bonheur à bien de nos foyers. »
— Mark Twain, The Innocents Abroad; Or, The New Pilgrim's Progress

#### Étiquettes
L'expression « lait de la Vierge » était le raccourci de « reliques de la grotte du lait de la Vierge » qu'on inscrivait sur les étiquettes : De terra dicta lac[te] Virginis ou encore Ex crypta B.M.V. lactis dicta .

### Son commerce
Les Turcs et Arabes en en faisaient grand commerce et en emportaient en Afrique, en Syrie, et en Turquie. On en envoyait dans tous les pays d'Europe, Russie, Portugal, Grèce (Lemnos), Arménie, dans de petits paquets ou sachets avec le sceau de Bethléem qu'on portait parfois sur la poitrine.

## Les reliquaires
On trouvait des reliques dans des coffres aux reliques, mélangées à d'autres reliques, du Christ, des saints, qui faisaient l'objet d'un inventaire détaillé les accompagnant, ou séparé : on trouve par exemple au XIe siècle trois inventaires de reliques. Elles étaient sinon, placées et mises en valeur dans des précieux reliquaires.

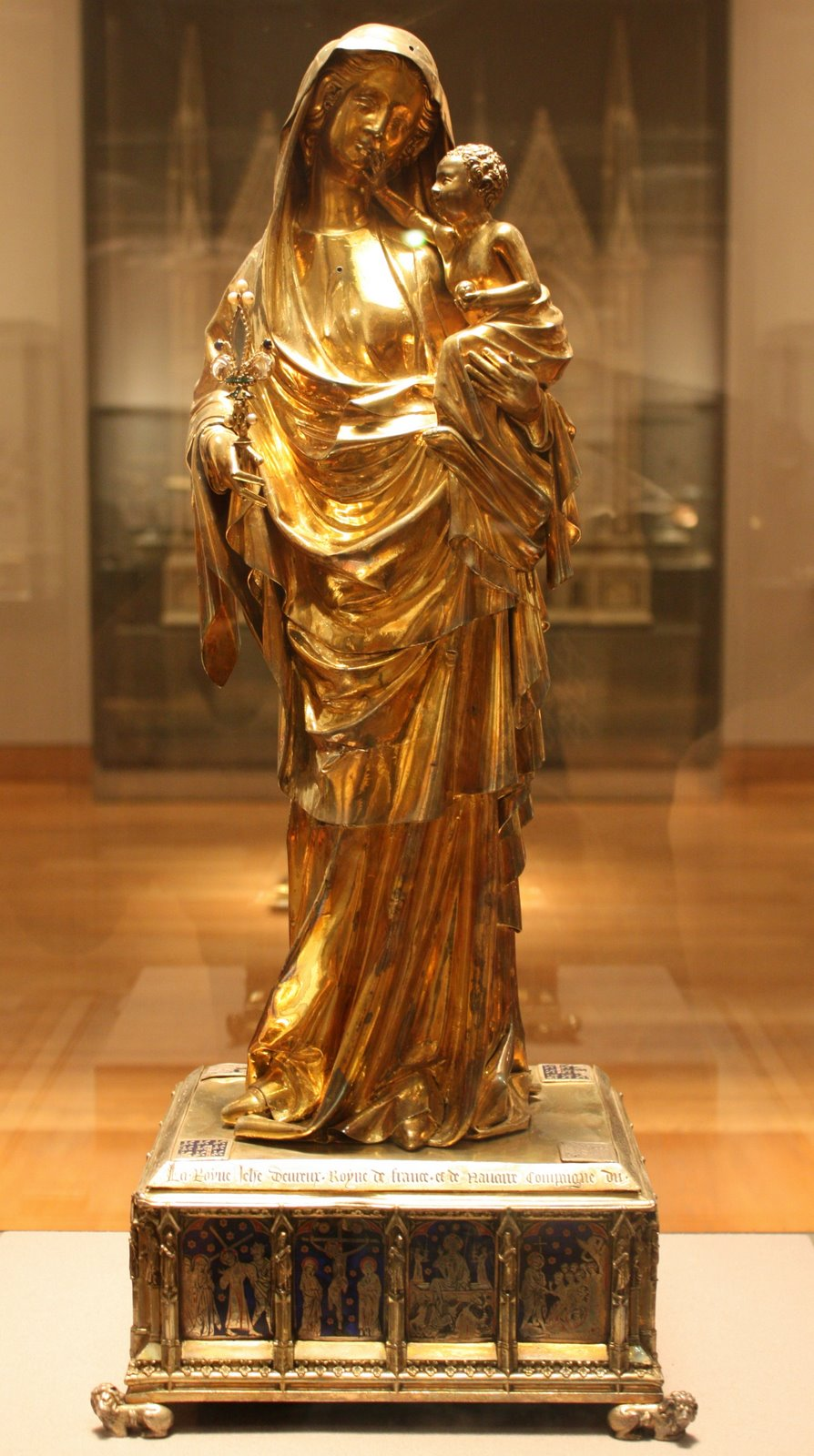
Jeanne d'Évreux, épouse du roi Charles IV le Bel, avait en 1339 offert à l'abbaye de Saint-Denis sa couronne, une châsse contenant un échantillonnage des reliques de la Sainte Chapelle et une statuette reliquaire de la Vierge à l'Enfant. La Vierge tient à la main une fleur de lys d'orfèvrerie et de cristal dans laquelle étaient enfermées les reliques : vêtements, cheveux et lait de la Vierge. (Musée du Louvre)

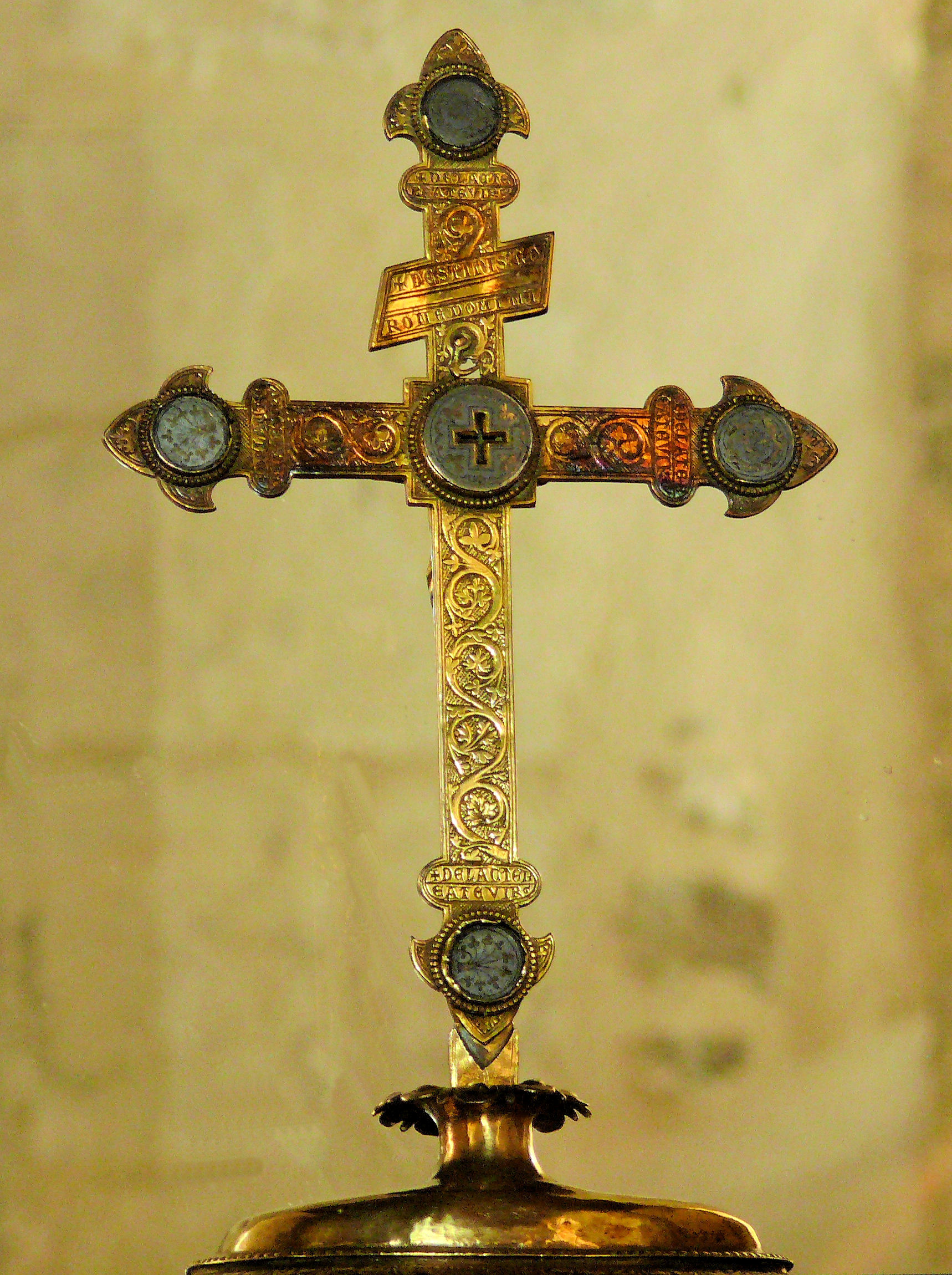
Croix-reliquaire de l'église Saint-Hilaire d'Orval, comportant aux quatre extrémités, des capsules de cristal, pour abriter la relique de la poudre dite « du Lait de la Vierge » venue de la Grotte du lait, et au centre, une épine de la sainte Couronne d'épines du Christ donnée par Saint Louis

Elles étaient conservées dans la chapelle des cathédrales, dite « chapelle du saint Lait », enchâssées dès le XIe siècle dans
- des reliquaires,
- des autels (Cîteaux, 1193),
- des statuettes de la Vierge,
- des croix-reliquaires, comme la Croix impériale d'Isaac II Ange empereur de Constantinople, au XIIe siècle, qu'il abandonna en prenant la fuite lors de la bataille contre Asen Ier, ou la Croix de l'église Saint-Hilaire d'Orval (Cher)
- des colombes[15], des ostensoirs, qui constituaient de véritables œuvres d'art, trésors d'orfèvrerie, faits d'or, d'argent, de cristal, de pierres précieuses (améthyste, diamants), de perles fines, rappelant que Marie et Joseph et l'enfant Jésus, le « roi des juifs » qui venait de naître, avaient alors reçu les présents des rois mages. Reliquaires dont en France on ne retrouve plus que de rares vestiges, tel le reliquaire du Saint-Lait de Sainte-Radegonde-des-Pommiers, découvert dans la paroi de l'église paroissiale[16]. En Belgique, la « croix reliquaire de Robermont », en argent repoussé et gravé, contenait six habitacles ovales, contenant des reliques dont celle du lait de la Vierge, et de sa chemise. En Espagne et en Italie, les reliquaires rivalisaient de splendeur. L'utilisation des pierres précieuses était courante au Moyen Âge et Hildegarde de Bingen leur attribuait de nombreuses vertus.

## Emplacement des reliques du Lait
Une évocation des « reliques du lait » est faite par Nicéphore Calliste : l'impératrice Pulchérie au Ve siècle en aurait obtenu pour le Monastère des Hodèges de Constantinople, avec le fuseau de la Vierge et les langes de l'Enfant Jésus
On retrouve ensuite au Moyen Âge ces reliques du lait de la Vierge dans (au moins) soixante-neuf sanctuaires européens.
Mais nos reliquaires d'aujourd'hui ne sont pas représentatifs de la réalité : il y avait sans doute d'innombrables petits pains de terre de la grotte du lait dans toute l'Europe, -autant que de pèlerins-, comme les petites bouteilles d'eau de (la grotte de) Lourdes de nos jours.

### En Allemagne
- Cologne, couvent des frères prêcheurs.

### En Angleterre
- La plus ancienne liste de reliques faisant allusion au lait de la Vierge Marie, la « liste de Bath», conservée à Cambridge (Corpus Christi manuscript) , date de la seconde moitié XIe siècle[19].
- Glastonbury.
- Walsingham : première mention est faite sous Édouard Ier  de la relique du lait de Marie (« lac beate Mariae »), incluse dans le grand autel[20].
- Westminster.

### En Italie

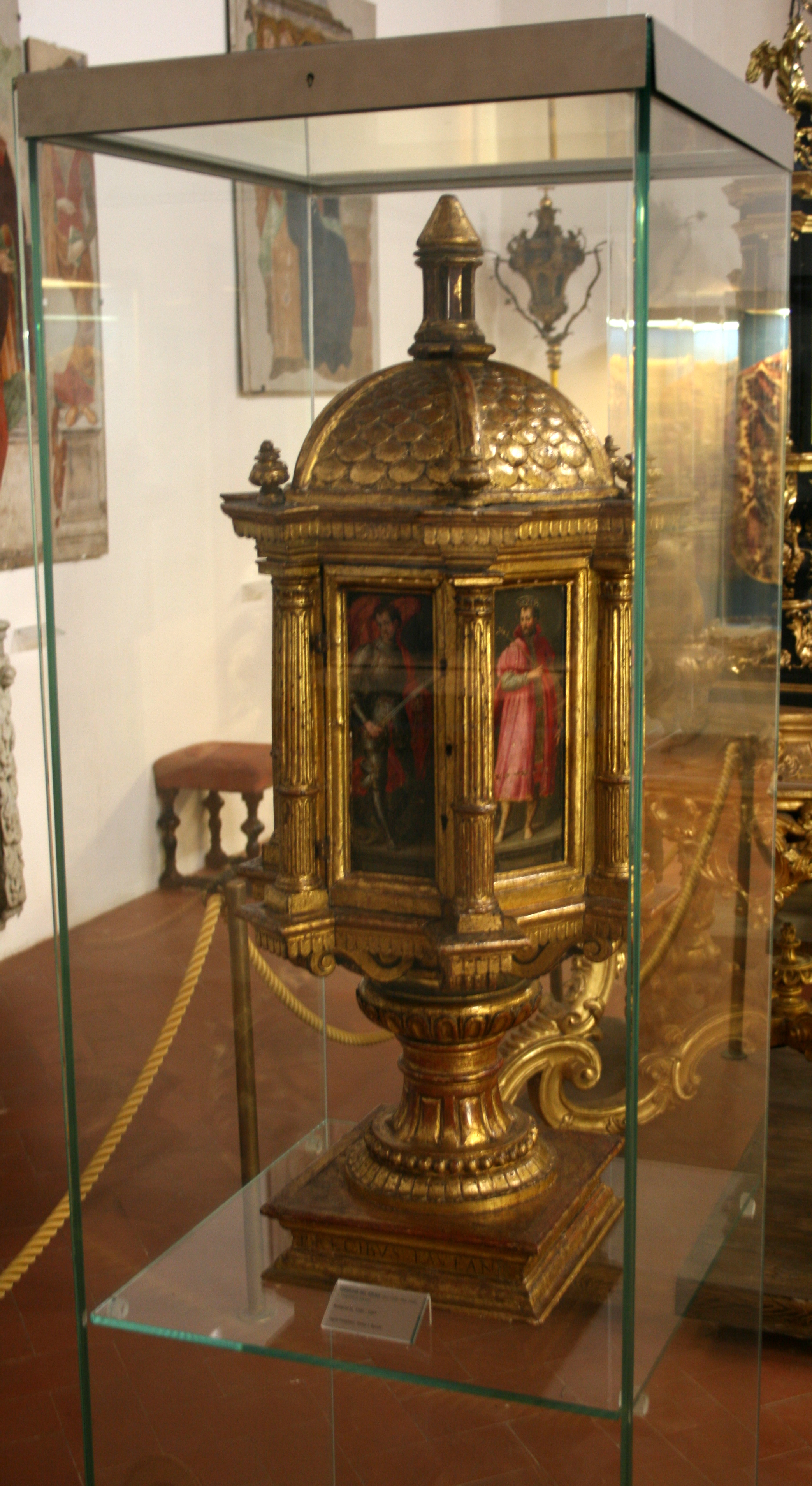
Reliquaire, musée de la Collégiale San Lorenzo de Montevarchi

On trouvait aussi des fioles en Italie à Rome dans plusieurs églises, au couvent de Saint-Damien des religieuses clarisses à Assise, à Saint-Nicolas in Carcere, à Sainte Marie in Campitelli, Sainte Marie du Peuple, Saint-Clément-du-Latran, saints Côme et Damien, Saint-Alexis et Saint Chrysogone; à Padoue, à Venise dans la Basilique Saint-Marc, pour les nourrices et à Gênes où elle guérissait les maux de seins, à Sainte Patricia et Saint-Louis des Minimes de Naples (comme le sang de saint Janvier, il devenait liquide les jours de fêtes de la sainte Vierge et mais il restait caillé le reste du temps) et plusieurs autres églises de cette ville, enfin en Sicile à Agira, amenée de Palestine par les moines du couvent saint Philippe au XIIe siècle.

#### La collégiale San Lorenzo de Montevarchi

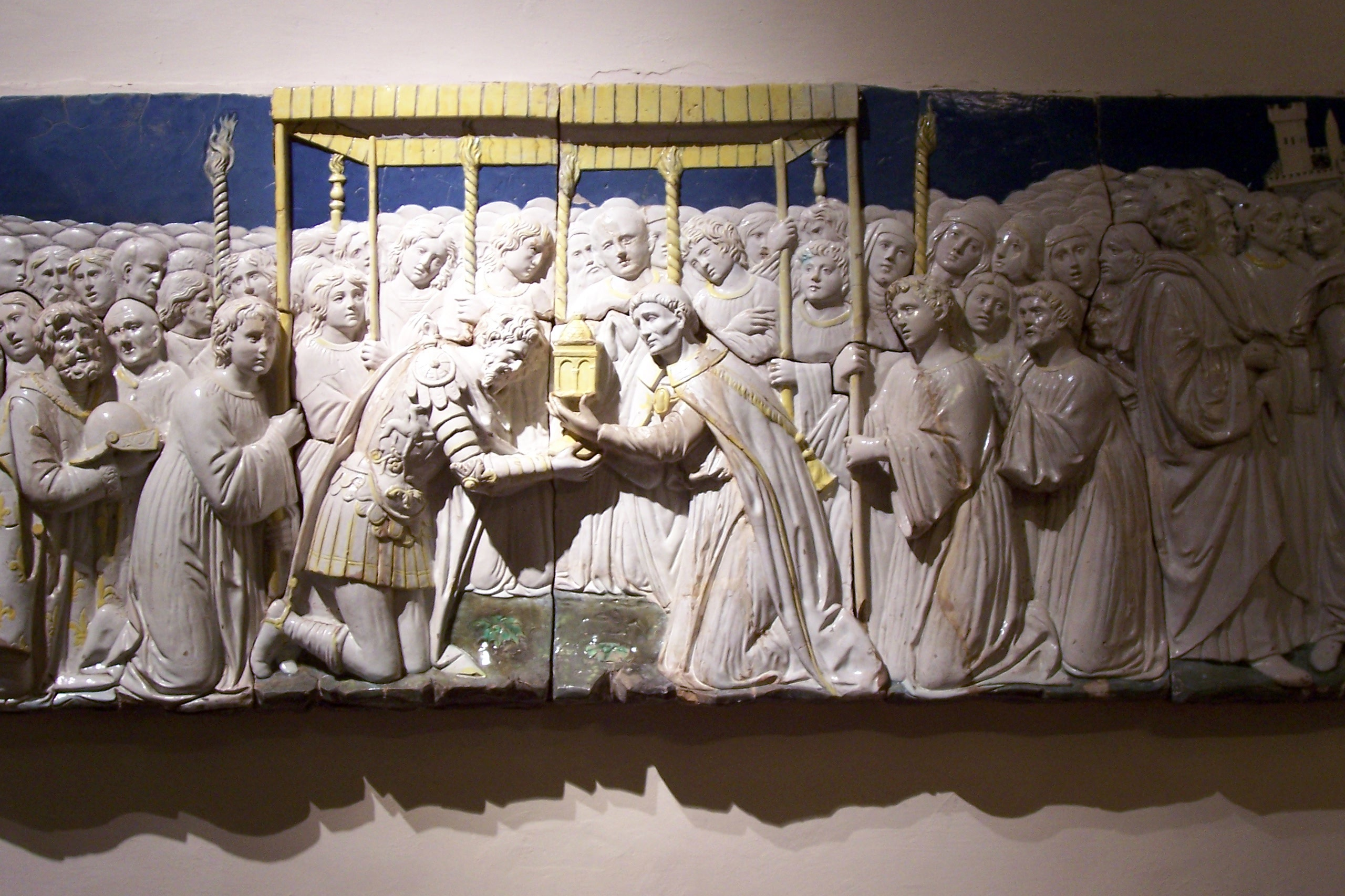
Autour d'une relique du Lait de la Vierge.

Un sanctuaire très connu du Saint Lait était la Collégiale San Lorenzo de Montevarchi (it) en Italie province de Arezzo dans la région Toscane, avec une fraternité du Saint Lait érigée au XIIIe siècle à la suite du don de la relique par Charles frère de saint Louis, et encore aujourd'hui, une procession est organisée le 8 septembre. On peut aussi visiter le Musée de la Collégiale.

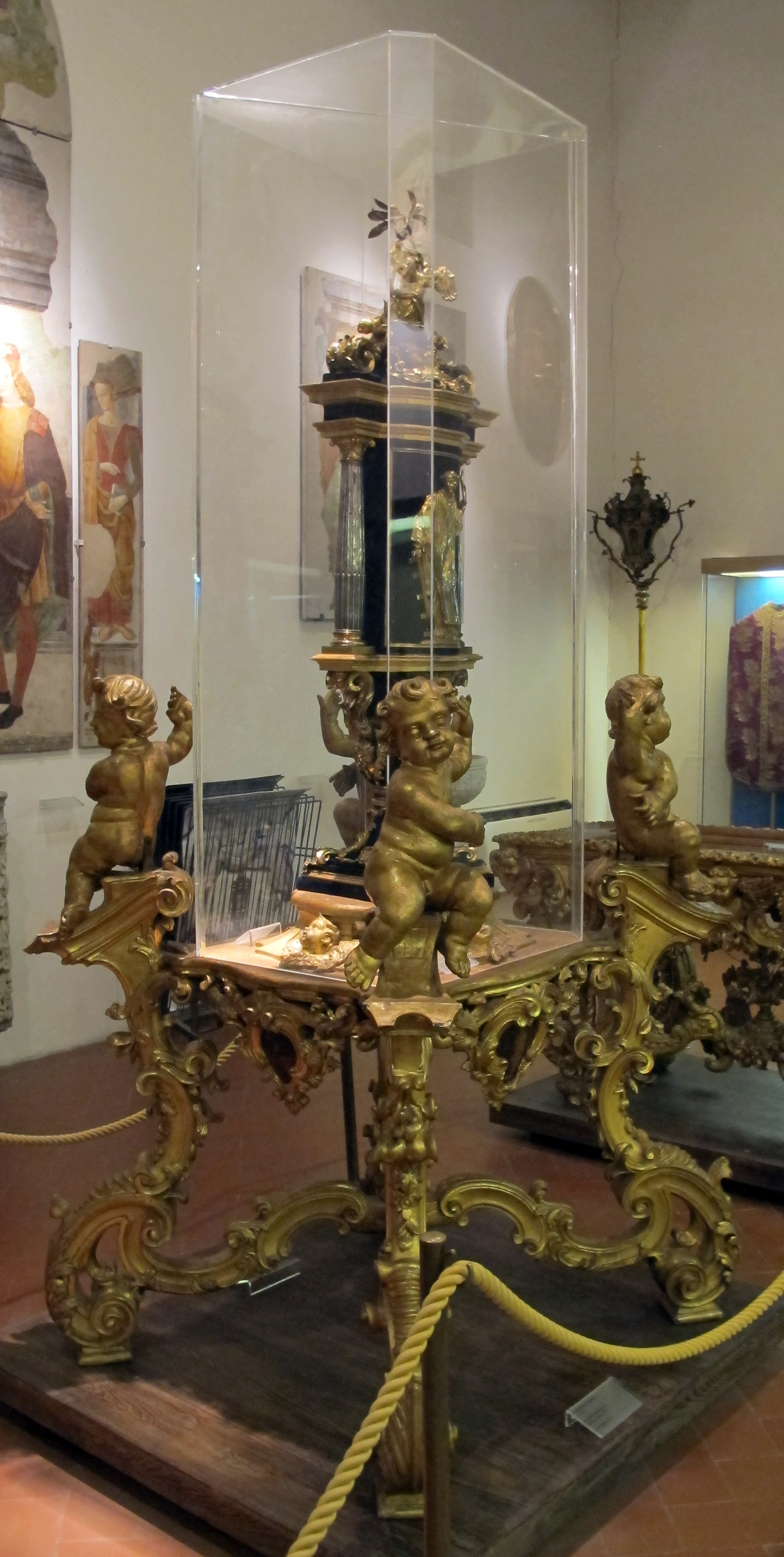
Support du reliquaire du saint Lait, manufacture toscaneXVIIIe siècle.
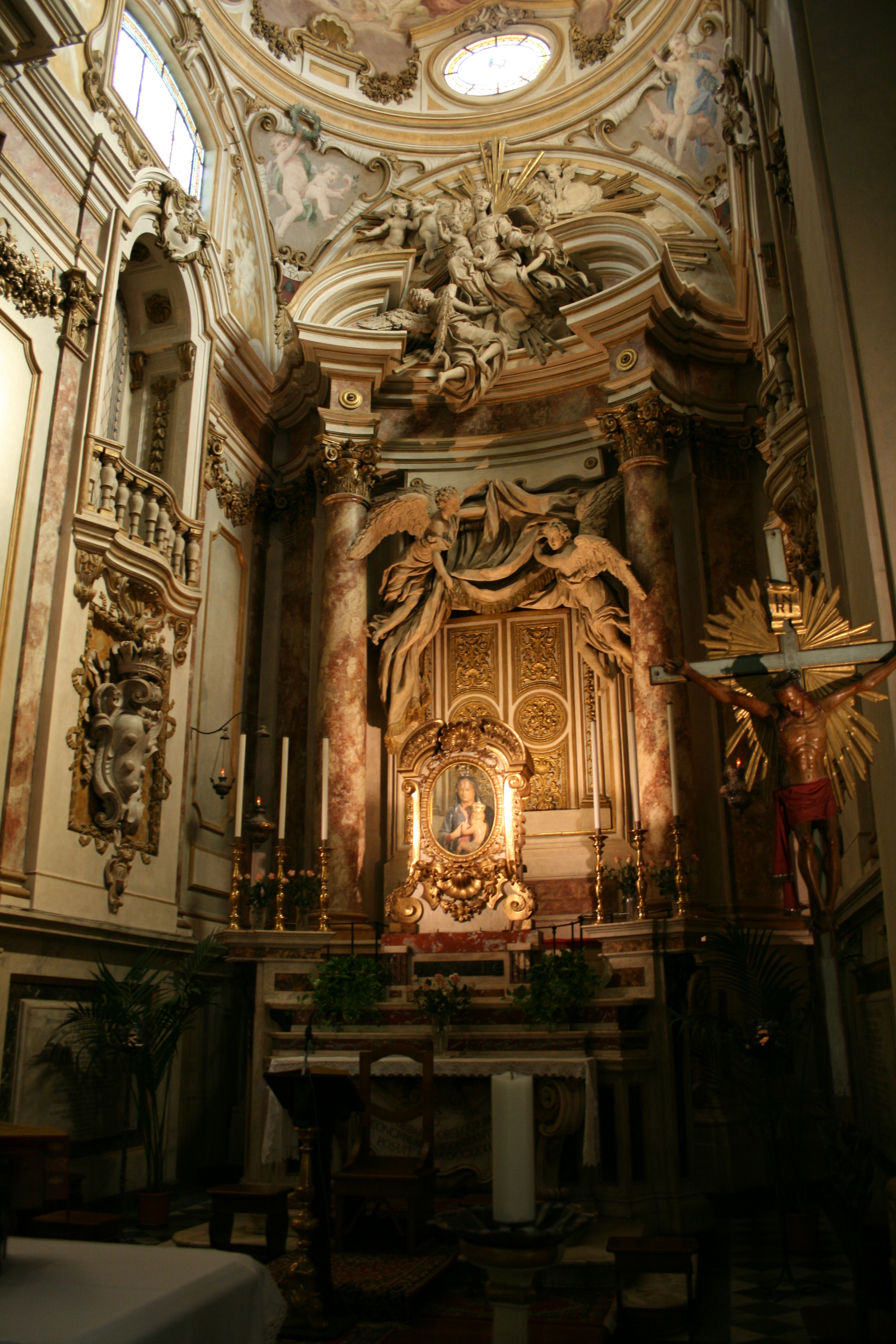
Collégiale de Montevarchi, autel et relique du saint Lait.
- Procession religieuse autour d'une relique du Saint Lait.
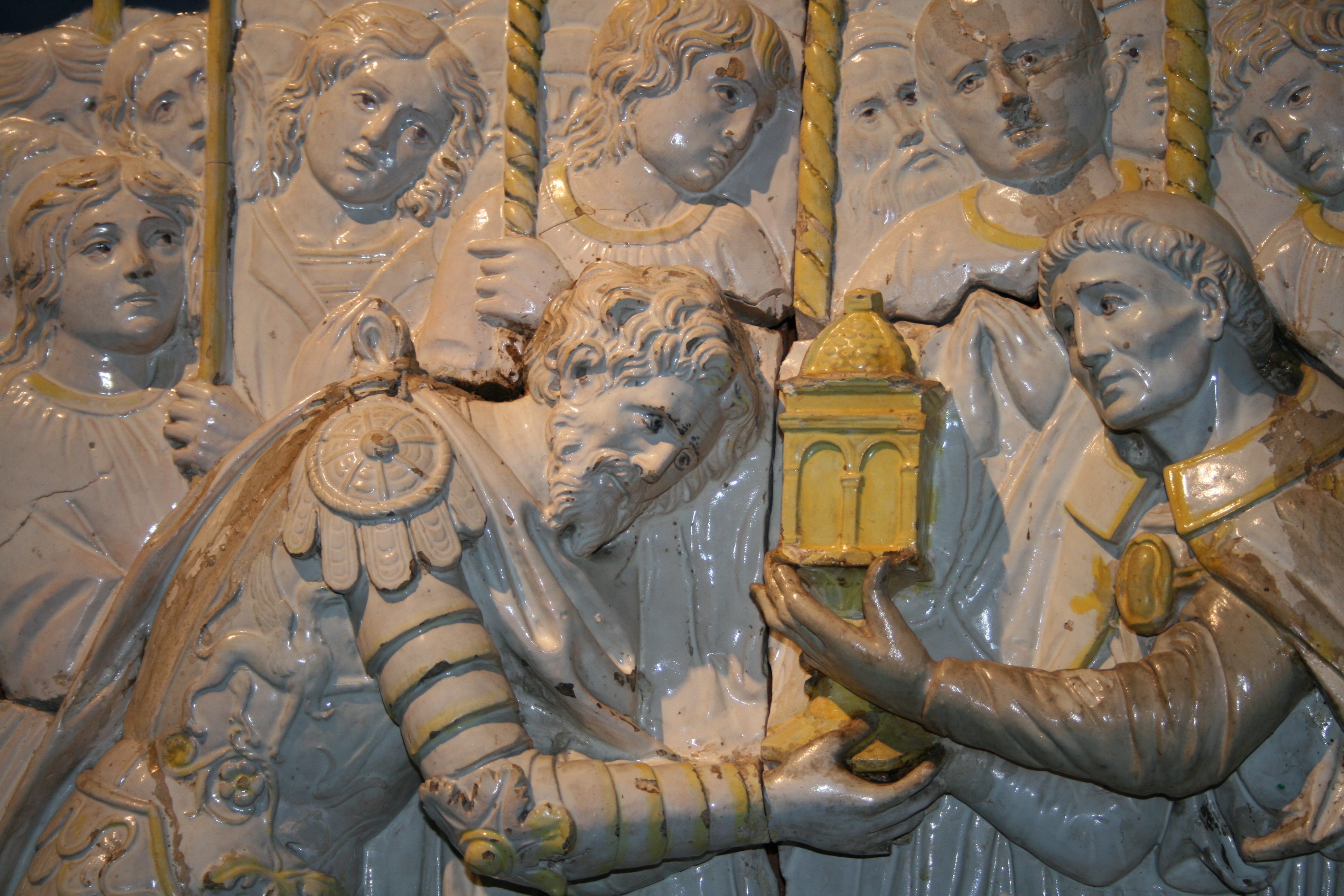
don d'une relique du lait par le comte Guido Guerra VI prieur de l'église Saint Laurent de Montevarchi. (Montevarchi, Collegiata di San Lorenzo Museum)
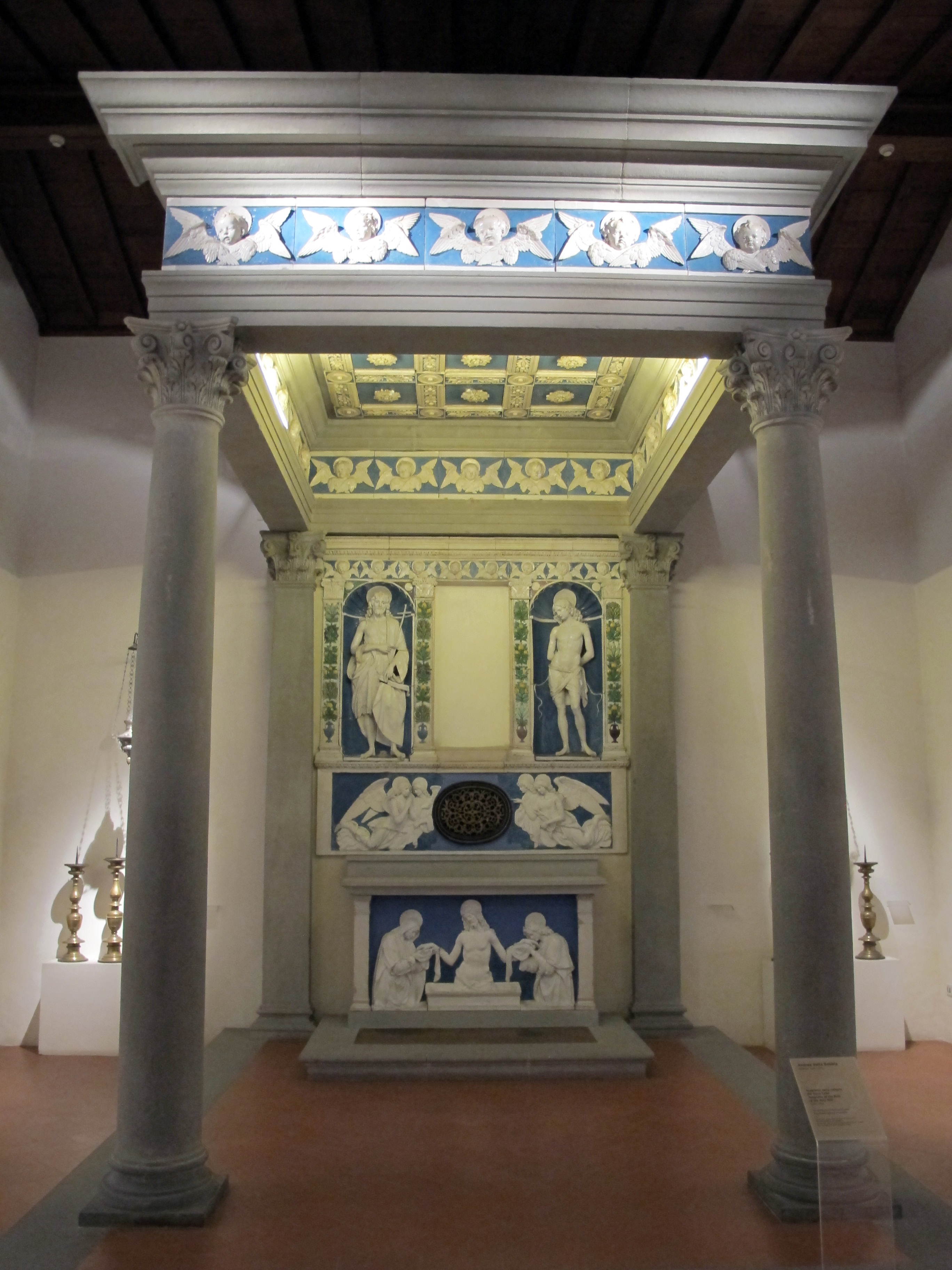
Andrea della Robbia, petit temple pour les reliques du saint lait, XVe siècle. Les chapelles du saint lait formaient une extension "hors les murs" du territoire sacré de la grotte du lait en Terre Sainte, dans toute l'Europe : on ramenait la relique, mais aussi, la présence du sacré.

### Espagne

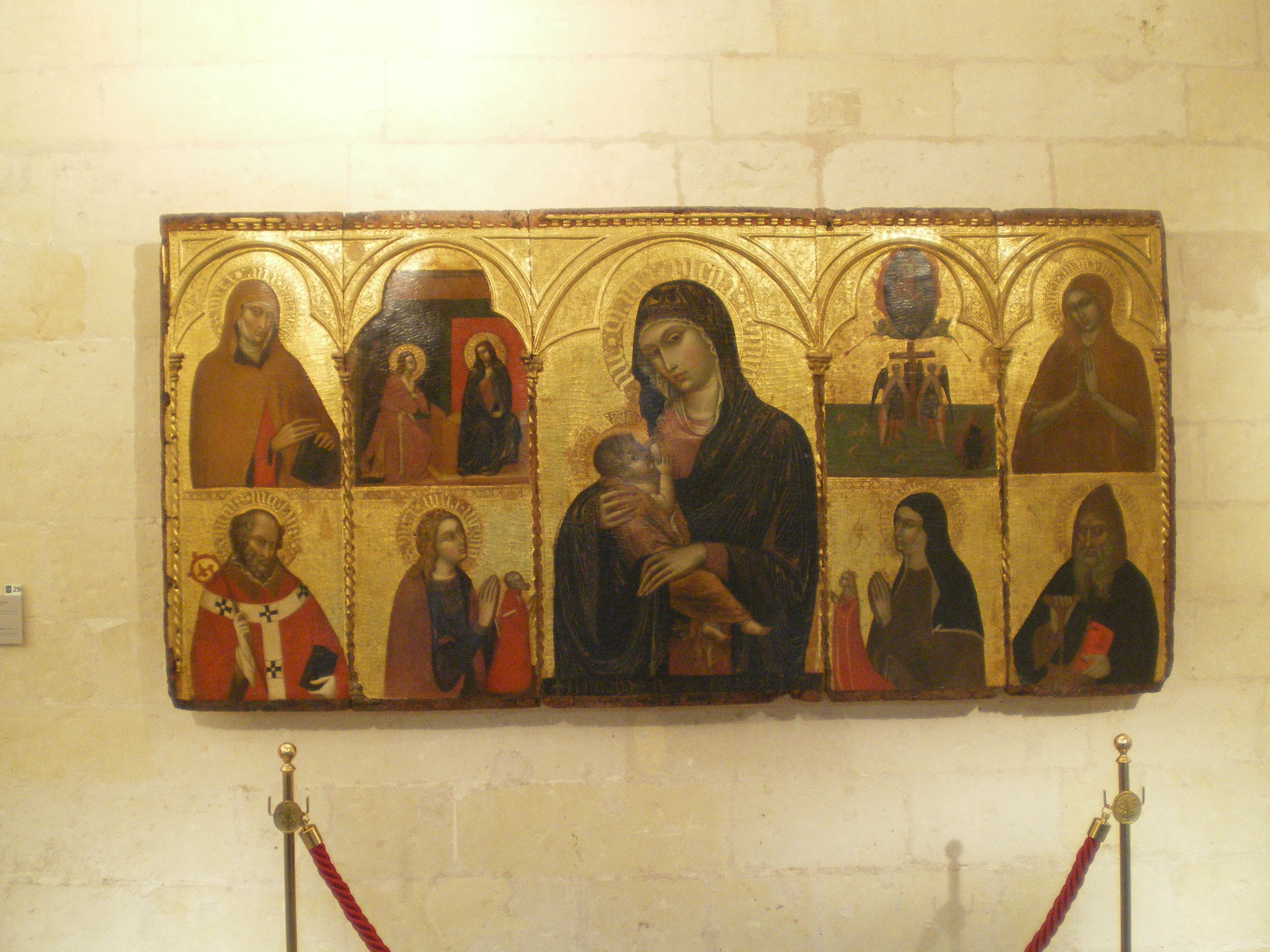
Musée de la cathédrale de Murcie, « Vierge du lait », retable de Modène

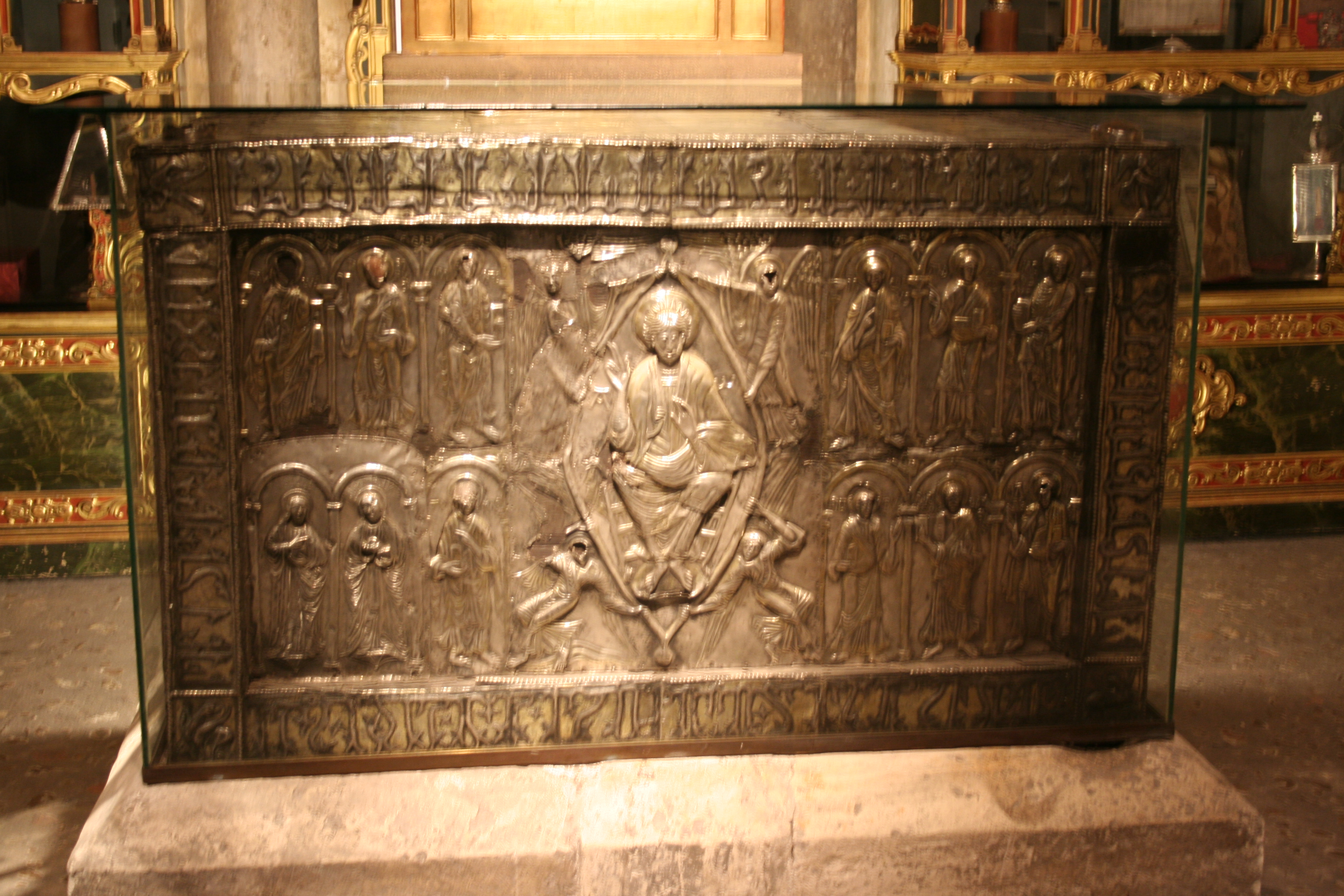
L' Arca Santa d'Oviedo, contenant une des plus anciennes reliques du Lait

Selon le témoignage de Mariano de Sicile on trouvait ces reliques à Oviedo et Tolède mais aussi à Murcie, dans la cathédrale: la relique est conservée dans une fiole de verre ornée d'une étoile d'or, et protégée dans un ostensoir en argent et diamants. Le lait reste coagulé toute l'année, jusqu'à ce que le miracle de la liquéfaction se produise, devenant liquide tous les 15 août, durant la fête de l'Assomption. Le musée de la cathédrale de Palma de Majorque contient un magnifique reliquaire, ampoule de cristal enchâssée dans de l'or, avec deux anges.
À Oviedo, on sait que dans son récit de l'ouverture solennelle du coffre aux reliques, l'Arca Santa, qui eut lieu le 13 mars 1075, l'évêque d'Oviedo Pelayo mentionna avec la chasuble d'Ildefonse de Tolède et les autres reliques dont une très ancienne inscription faisait l'inventaire, le lait de la Vierge : « De lacte sancte Marie, de Cruce Domini, de Corona spinea, de lapide Sepulcri ... ».

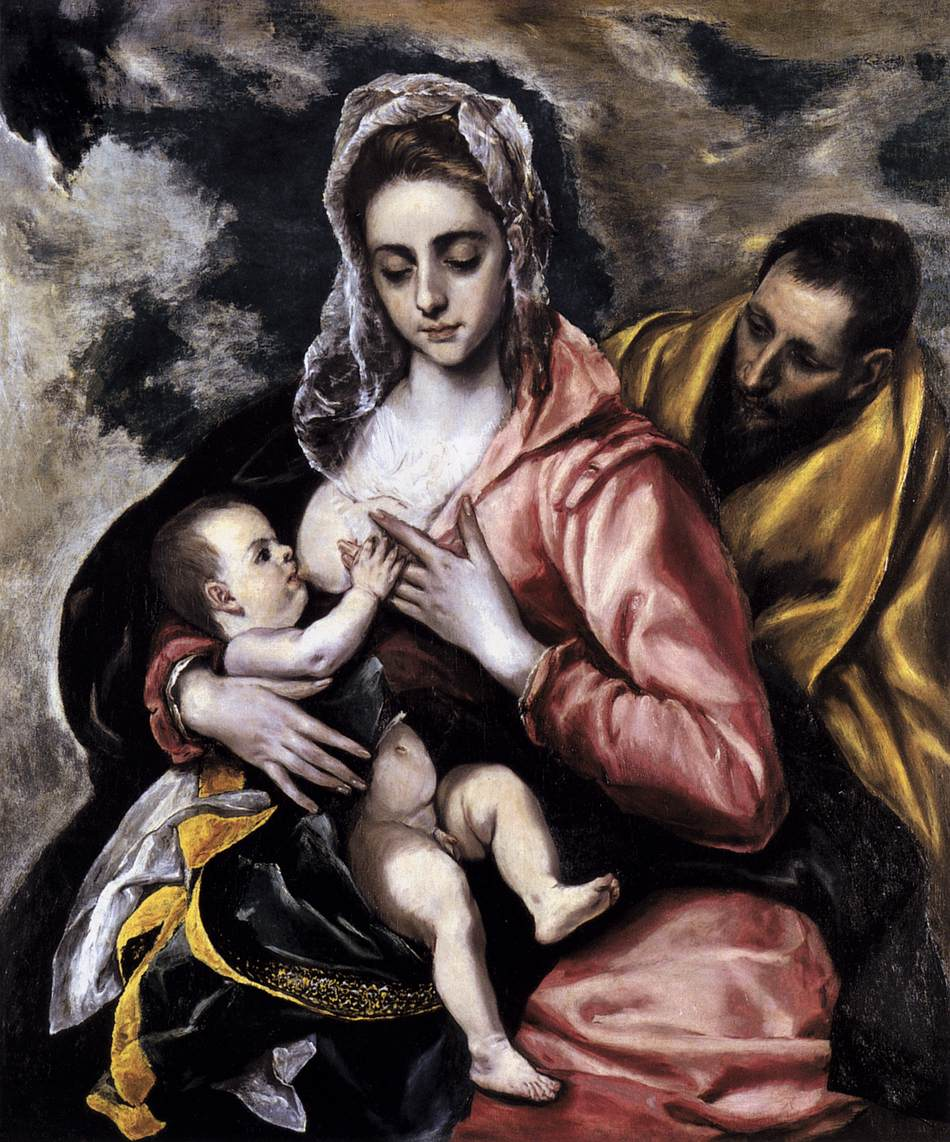
Le Greco, La Sainte Famille

 La légende voulait qu'elle date d'un temps très ancien, rapportée de Terre-Sainte aux premiers siècles.
À Tolède, les reliques furent également envoyées par le roi Louis IX comme on peut le lire dans cette Lettre au Clergé de Tolède : 
«  Louis par la grâce du Roi de France à nos chers amis en Jésus Christ les chanoines et tout le clergé de l' Église de Tolède, salut et dilection. Ayant le dessein d enrichir votre Église d'un excellent Trésor, en considération de notre très cher ami et vénérable D. Jean Archevêque de Tolède qui nous en a fait de très humbles et de très instantes prières, nous vous envoyons avec plaisir quelques parties considérables des saintes reliques que nous avons eues du Trésor de l 'Empire de Constantinople, tirées de nos sacrés et précieux Sanctuaire; ces reliques sont une partie du bois de la Croix de Notre Seigneur, une épine de sa sainte couronne, un peu de Lait de la sainte Vierge, des morceaux de la robe de pourpre dont le Seigneur fut couvert, du linge dont il se ceignit lorsqu' il lava les pieds de ses Apôtres, du Suaire avec lequel il fut enseveli, et mis dans le Sepulcre, et des langes de son Enfance. Nous prions donc votre charité, et nous vous demandons au nom de Notre Seigneur, que vous receviez et gardiez avec le respect qui est dû ces susdites saintes reliques, nous vous conjurons encore de vouloir bien vous souvenir de nous dans vos messes et dans vos prières. Donné à Étampes au mois de mai de l' année mil deux cent quarante huit.  »

### Portugal
Autrefois précieusement conservées à : Alcacer do Sal, Alcobaça, Aviz, Belver, Coimbra, Constantim (?), Guimarães, Lisbonne

### En Belgique

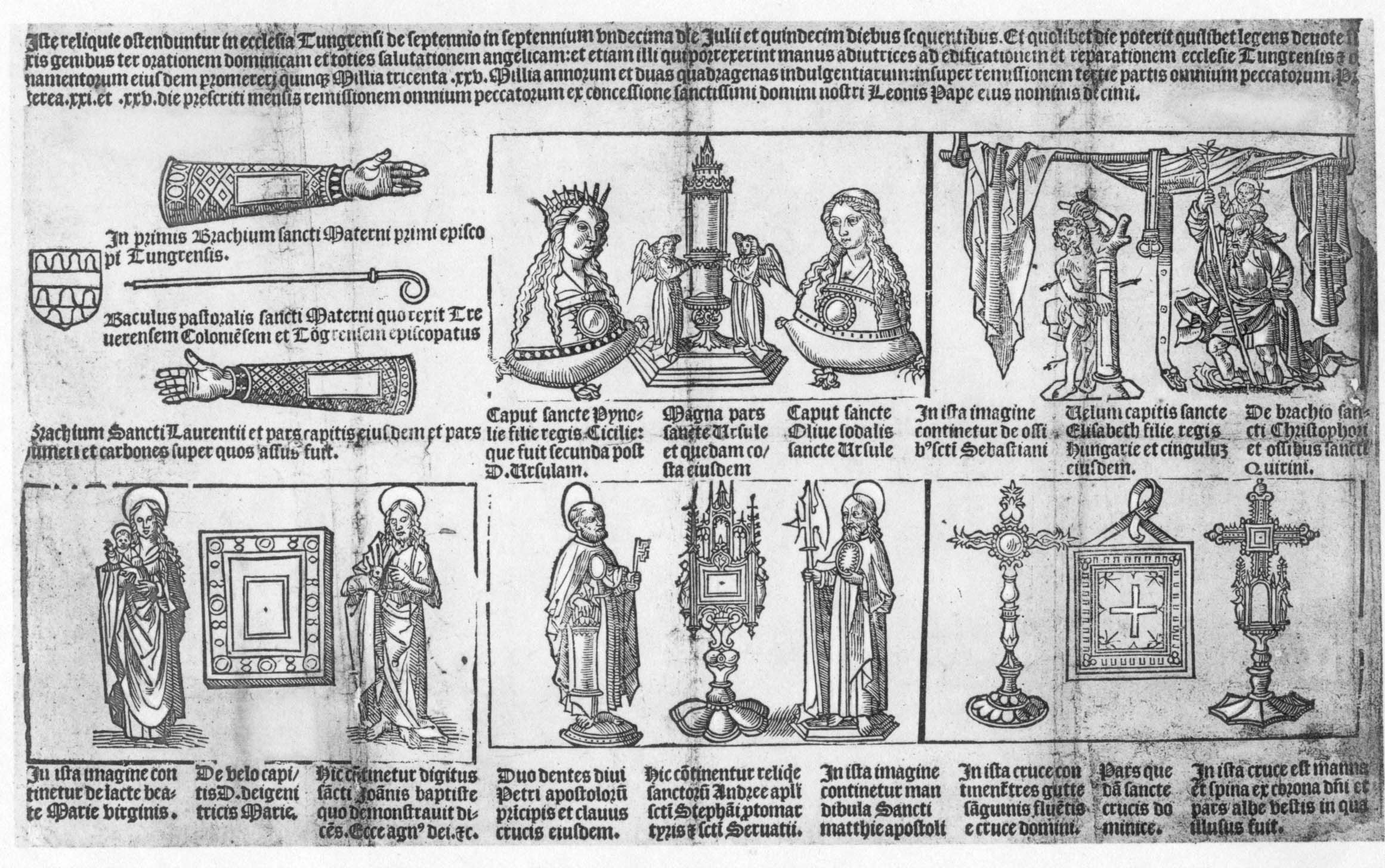
« Placard de Tongres », inventaire des reliques du trésor de Tongres
Sur le coin gauche inférieur (cliquer pour agrandir), une statuette de la Vierge dont l'inscription mentionne qu'elle contient une relique du lait de la Vierge.

- Bruges, église Notre-Dame-de-la-Poterie Légende du reliquaire volé[33].
- Trésor du Prieuré d'Oignies, colombe d'Or d'Hugo d'Oignies.
- Grammont.
- Louvain.
- Maastricht
- Tongres.

### En France
On trouvait des reliques du précieux lait de la Vierge rapportées de Terre sainte, dans tout le monde chrétien, renfermées dans de précieux reliquaires, conservées dans les trésors, parfois une colombe d'or ou d'argent : dans les cathédrales et les grandes villes, Amiens, Saint-Maurille d'Angers, Arras, Aix-en-Provence, Besançon, Châlons, Chartres, Chelles, Compiègne, Coutances, Dombasle, Douai, Entremont, Fécamp, Lille, Laon,

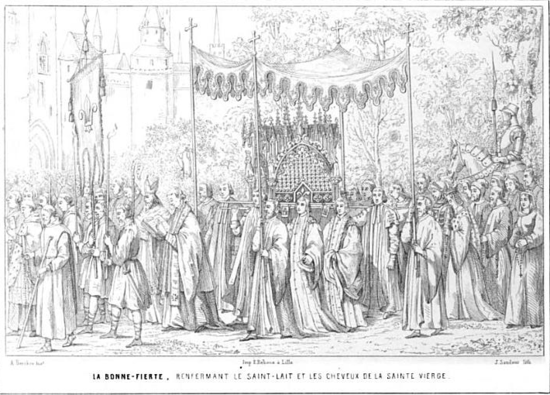
Reliques du saint Lait et des cheveux de la Vierge, Bonne-Fierté, Lille.

Le Puy, Loudun, Nantes, Noyon, Orcival, Orléans, Paris, Pouilly-en-Auxois, Reims, Remiremont, Rodez, Rocamadour, Saint-Omer, Sainte-Radegonde-de-Pommiers, Semur en Bourgogne, Sisco, Soissons, Tournay, Toulon, Verdun, Viviers, : on en trouvait aussi dans les abbayes, comme l'abbaye Sainte-Croix de Poitiers, Avignon chez les Célestins, à Troyes au couvent des Jacobins, conservée dans un cristal tenu par l'Enfant Jésus de la statue de N.D. du Rosaire, aux monastères de Cîteaux, chez les carmes de la Place Maubert à Paris, et bien en d'autres endroits encore.

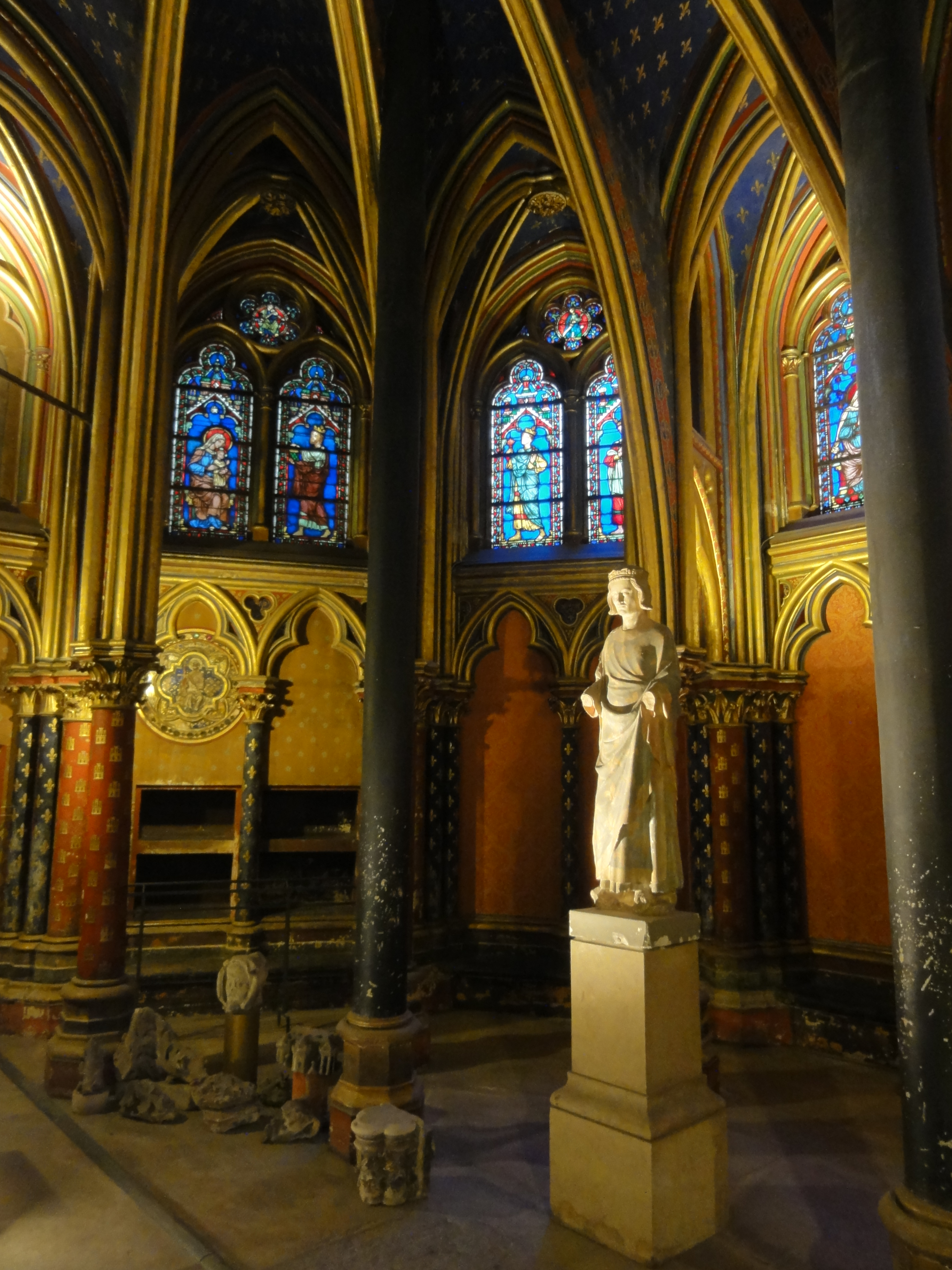
Paris, Sainte-Chapelle, chapelle basse, abside, côté nord

- Paris : dans la Sainte Chapelle[39]  se trouvait une relique du saint Lait, vendue avec la Couronne d'épines et un certain nombre d'autres reliques supposées par Baudouin II de Courtenay empereur de Constantinople, à Louis IX, dont un morceau fut donné en cadeau, par Charles, frère de saint Louis, et amenée en Italie où elle fut accueillie en grande pompe, dans la collégiale de San Lorenzo de Montevarchi[40].
- Lors de l'ouverture de la châsse de sainte Geneviève de Paris[41], on trouva dans un ensemble de reliques ce qui était peut-être des reliques de la grotte du lait : mais ce n'est pas certain si ce n'est que cet ensemble de reliques pouvait être aussi ancien ou plus encore que le coffre aux reliques de Tolède.

« Ladite caisse contenue avec du coton, sur lequel nous avons trouvé une petite bourse en soie cramoisie, ayant d'un côté un aigle à double tête, et de l'autre deux aigles avec une fleur de lis au milieu, brodés en or; dans la bourse un petit morceau de voile de soie dans lequel est enveloppée une espèce de terre. Dans le cercueil, il s'est trouvé deux petites lanières en peau jaune. Dans une des extrémités, un paquet de toile blanche, attaché avec un lacet de fil, dans ce paquet, vingt-quatre autres petits paquets...Ces vingt-quatre paquets en contenaient beaucoup d'autres plus petits, renfermant de petites parties de terre, qu'il n'est pas possible de décrire  ».
- Chartres : On vénérait à Chartres une fiole du lait de la Vierge recueilli en Judée pendant qu'elle allaitait l'Enfant Jésus et un autre vase de lait encore plus miraculeux ramassé sur les joues de saint Fulbert.
- en Anjou : l'église prieurale Notre-Dame de Cunault:

Cette église conserve une fiole de poussière de la grotte de la Nativité qui aurait contenu du lait de la Vierge Marie,
« L'étymologie de ce mot cunault vient, à ce qu'on prétend, de cuna, cunarum, « berceau », parce qu'on y révère la sainte Vierge dans ses couches ; aussi garde-t-on dans cette église une relique précieuse du lait de la Sainte Vierge, dans une petite fiole de cristal de roche ; les nourrices et les mères sèches, qui n'ont point de lait, et celles qui en ont de trop, viennent invoquer la sainte Vierge, pour le leur faire venir ou pour le faire régler ; elles en reçoivent des secours merveilleux. »
  Comme à Bethleem, y viennent en pèlerinages les femmes et les nourrices n'ayant pas assez de lait, ou trop de lait.
- Soulac possède la châsse de Sainte Véronique, qui serait morte à Soulac vers l'an 70, et quelques gouttes du lait de la Vierge rapportées de Terre Sainte. Une des significations du nom de la ville de Soulac est « le lait de la Vierge » (Solum lac en latin).

«  La chapelle de Soulac, érigée par Saint-Martial à la Vierge Marie, reçut son nom de ce que le lait de la Mère de Dieu était la seule relique que Véronique y déposa... véritable. On tient par tradition et selon quelques auteurs, que Sainte Véronique y estant décédée, y avoit laissé du lait de la Très-Sainte-Vierge, et qu'elle avoit coustume de dire que ce précieux trésor lui suffisent pour toute richesse. Sufficit mihi, disaitelle, Solum lac.  »

#### Chapelle du Saint-Lait deReims

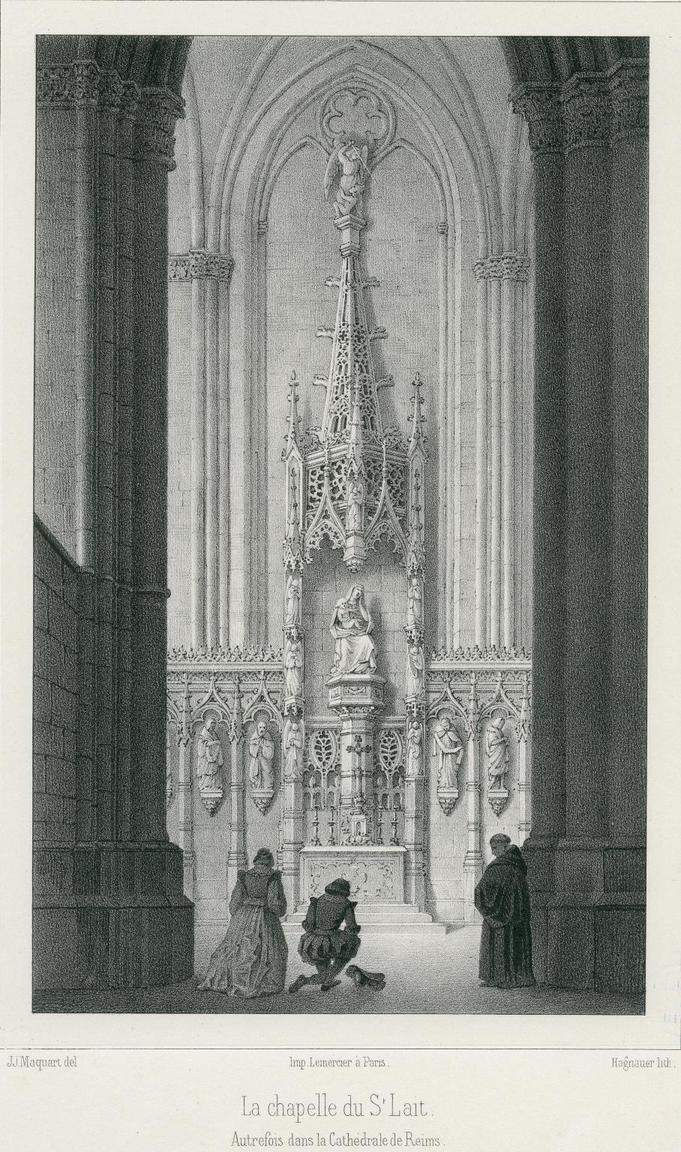
La Chapelle du saint Lait, autrefois dans la cathédrale de Reims

On trouvait jadis dans la cathédrale Notre-Dame de Reims un autel dit du Saint-Lait : la richesse de l'ornementation de l'autel et de la statue évoquait très mal la pauvreté de la naissance de Jésus mais autrefois en France et en Europe les pierreries décoraient les reliquaires et les évangéliaires. La pauvreté du calcaire contrastait avec la somptuosité de la chapelle.

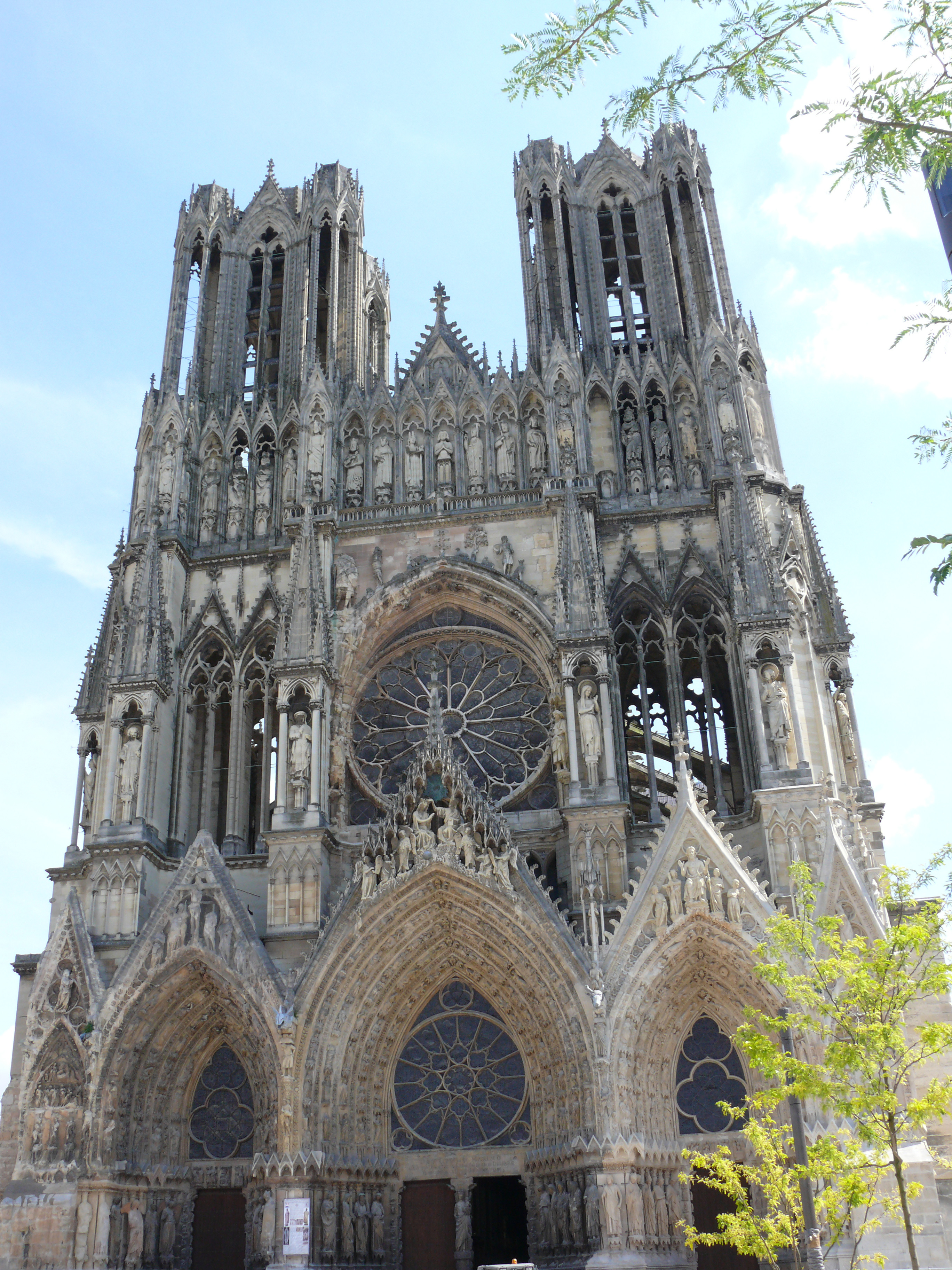
Cathédrale de Reims

«  Cette chapelle Saint-Lait (orthographe ancienne : saint Laict), détruite encore par le Chapitre dans le siècle dernier... devait son nom à une relique envoyée, suivant les uns en 1155, par le pape Adrien IV, suivant d'autres en 1276, par le pape Adrien V ; c'était une pâte blanche qui passait pour contenir du lait de la Vierge. Elle était renfermée dans une statuette de la Vierge, faite en or en 1278, aux frais de Blanche, comtesse de Champagne. Elle coûta cinq marcs d'or ; la sainte figure portait une couronne enrichie de diamants et de perles. On la déposait dans un élégant coffre d'argent ciselé et doré, et chaque soir on la mettait à l'abri en la reportant dans le trésor. Avant la messe du matin on lui rendait sa place. L'autel du Saint-Lait était en outre décoré d'un tabernacle de cuivre sur lequel reposait une Vierge d'argent ; derrière était une niche aussi en cuivre dont le fond s'ouvrait et renfermait différentes reliques. »
 « Cette relique était un paquet renfermant une poudre blanche et fine et le papier qui l'accompagnait étaient écrits ces mots en caractères anciens : Reliques du Saint-Laict de la Très-Sainte Vierge ». D'autres reliques l'accompagnant, comme la « Ceinture de la Vierge », pourraient indiquer comme dans l'histoire de Guillaume, rapportée par Érasme, un lien avec Constantinople.
« Auprès du dict tabernacle, est conservée une grande image de la Vierge, qui se met les jours solennels sur le grand-autel, et qui est portée en processions générales, laquelle est d'argent doré, comme aussi la couronne garnie de pierres et perles, à laquelle y a deux saphirs, et le reste sont des grenats; il y manque cinq perles et quatre pierres au pied; elle tient le petit Jésus dans son bras gauche, qui est d'argent doré, lequel tient une boule d'argent doré, au-dessus de laquelle est une croix de Lorraine ; de même la dite image tient un reliquaire sur sa main droite, dans lequel est du lait de la Vierge ;elle est posée sur un pied de cuivre doré; l'image avec le petit Jésus, le reliquaire et la couronne avec un priant, le tout d'argent doré, pèsent vingt-deux marcs, et le pied de cuivre doré pèse trente marcs. Elle a été donnée par Guillaume de Esternay, chanoine de Reims, comme il se voit par un écriteau qui est sur une lame d'argent émaillée, attachée au pied de la dite image, portant ces mots : Guillelmnes de Estanaye, canonicus Remensis quondàm prœpositus Laudunensis, dedit istam imaginem ecclesiæ Remensi. Orate pro eo.
Au-devant de la dicte Vierge est une croix d'or remplie de plusieurs diaments faux, donnée par M. Bailly, chanoine, en l'année 1617. Et le jaseret, ou chaine d'argent doré, pour la suspendre, a été fait aux dépens de la fabrique.
Monsieur Nicolas Colbert, chantre et chanoine de la dicte église et abbé de Saint Sauveur, a donné une rose de diaments, qui est attachée au devant de la dite image; elle est d'or, enrichie d'un gros saphir par le milieu, d'un gros diament et de plusieurs autres saphirs, rubis et diamants.
Au tabernacle, proche des dessus dits, se met l'image du saint Lait après que la grande messe est dite, laquelle, depuis la messe du jour iusqu'à la dite heure, est dans la chapelle du saint Lait, à la garde du clerc d'icelle. En l'année 1278, Blanche, comtesse de Champagne et de Troyes, donna cinq marcs d'or pour faire la dicte image de Nostre-Dame, dans laquelle est enchâssé le saint Lait de la Vierge, envoyé à l'église de Reims par le pape Adrien cinquième, élu pape en 1276, iadis cardinal Ottobon, neveu d'Innocent 4e, dernier chancelier de l'église de Reims, puis archidiacre et chanoine d'icelle. La dicte image est d'or, comme aussy la couronne, enrichie de plusieurs petits diaments et perles; le pied est d'argent doré, et le tout pèse huit marcs; elle se met dans une custode couverte d'argent doré. Dans la dite image, outre le saint Lait, il y a aussi de la robe de la sainte Vierge, du suaire et sandale de Notre-Seigneur; ladite image faite de neuf, et les dites reliques remises dans icelle, le 10 février 1653, par ordre du Chapitre. »
— (fr1835) Prosper Tarbé, Trésors des eglises de Reims, 1843, chapitre VIII: Inventaire du trésor de Notre-Dame de Reims, fait en 1669, pp.50-51

## Témoignages historiques

### Au Moyen Âge
- Les deux premiers exemplaires connus de ces reliques sont celui d'Oviedo, où elles ont été apportées au VIIe siècle ; une seconde relique apportée par Charlemagne au début du IXe siècle, fut donnée à une église de Picardie[48].
- En 1123, pendant le siège d'Ascalon, l'évêque Ascétin de Bethléem se rendit au camp de Baudouin II avec une relique de cette grotte.
- Guibert de Nogent, parlant du lait de la Vierge, conservé, de son temps, en l'église de Laon, dans une colombe de cristal, ne croyait pas qu'il pût être naturel et son argumentation ne manque point de vigueur il y fait allusion dans un traité intitulé De Pignoribus sanctorum (1124)[49] (On a retrouvé dans la cathédrale, un coffre à reliques avec une fiole, mais on ignore si elle contenait ce fameux lait de la Vierge rendu célèbre par Guibert de Nogent.)
- Fulbert de Chartres fut guéri par le lait de la Très-Sainte Vierge, dont il s'était montré le fidèle disciple[50]. Cependant cette célèbre légende n'a rien à voir avec les reliques de la Grotte du lait, tout comme la  lactatio de Saint Bernard. Au Moyen Âge, le lait de la Vierge était mentionné, durant l'élévation de la messe chaque jour.
- Guillaume de Malmesbury[51] fait également allusion au Lait de la Vierge.

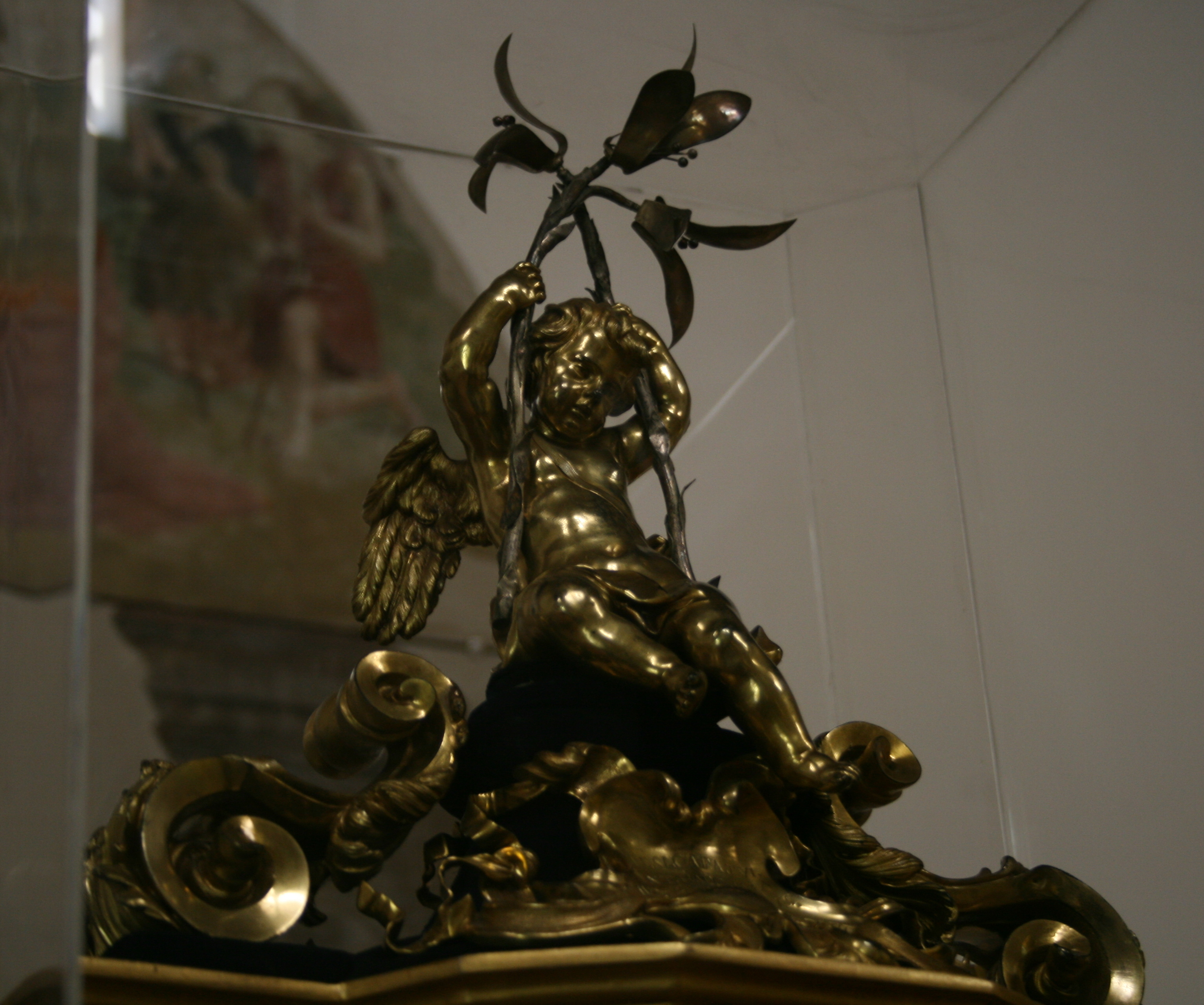
Reliquaire du Saint Lait, Massimiliano Soldani-Benzi.

- Les chrétiens s'en servirent au Moyen Âge pour se donner du courage au combat : « On arrête le jour du combat. Les chrétiens s'avancent au nombre de trois » mille au plus, tant cavaliers que piétons. Les princes marchent » à leur tête. Le patriarche portait la croix du Christ pour étendard ; Ponce, qui avait été abbé de Cluny, tenait la lance qui perça le flanc du Seigneur. L'évêque de Bethléem avait en main un vase où était renfermé du lait de la Sainte-Vierge : Episcopus Bethleemi in pixide « lac Sanctœ Mariœ Virginis ».
- Cette croyance populaire de la guérison des femmes n'ayant pas de lait est mentionnée la première fois par Perdicas d'Ephèse en 1250 et c'est à partir de ce moment-là que les reliques du saint-lait de la Vierge connurent une très grande diffusion[48].

### «Le pèlerin, l'aubépine, et le lait de Notre-Dame»
Une ancienne légende associée à la fondation de l'Abbaye Notre-Dame d'Évron au VIIe siècle, sur le lait de la Vierge rendant le lait aux nourrices est citée à l'époque mérovingienne du temps de Clovis II et montre que ces reliques existaient bien avant le Moyen Âge :

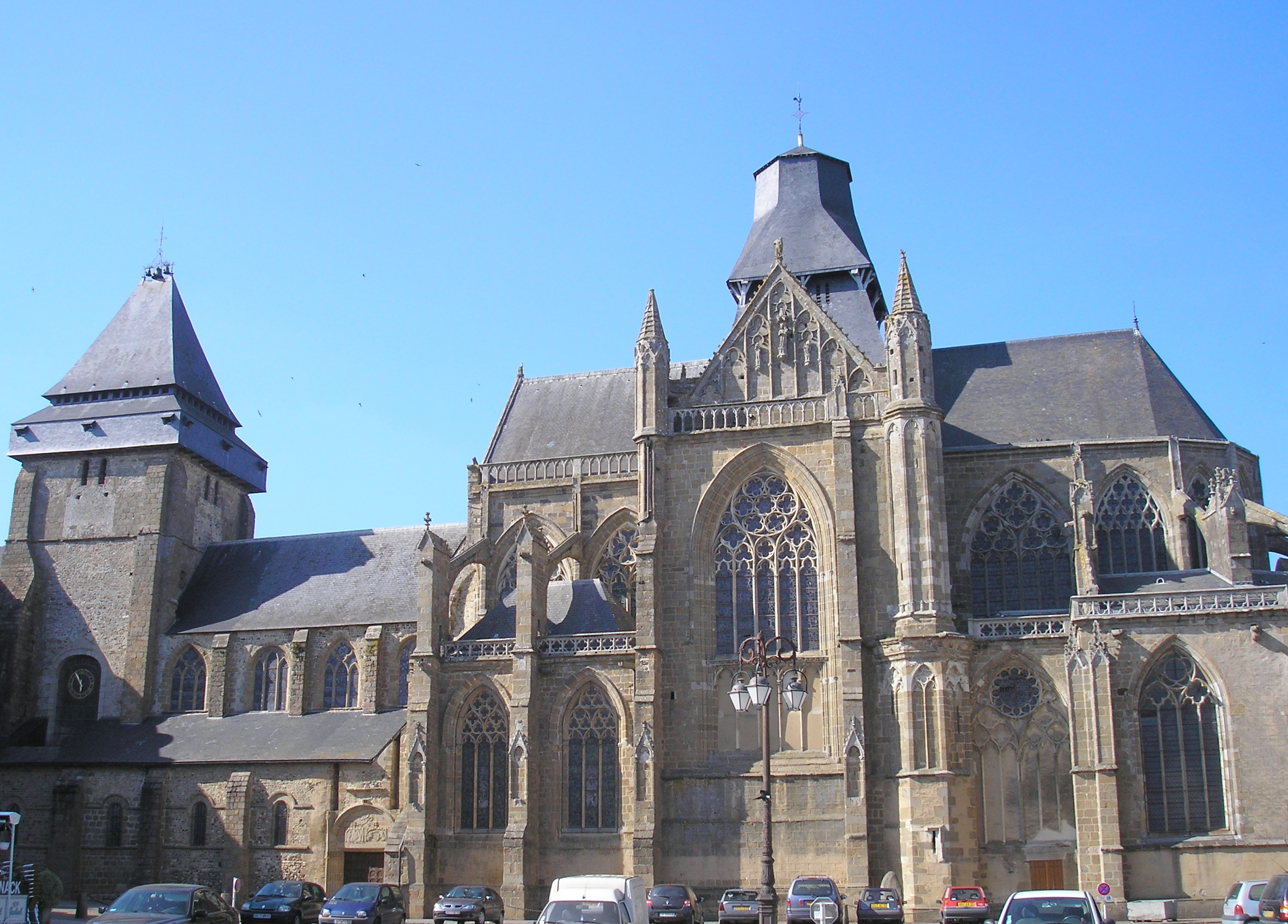
Évron, abbaye Notre-Dame d'Évron.

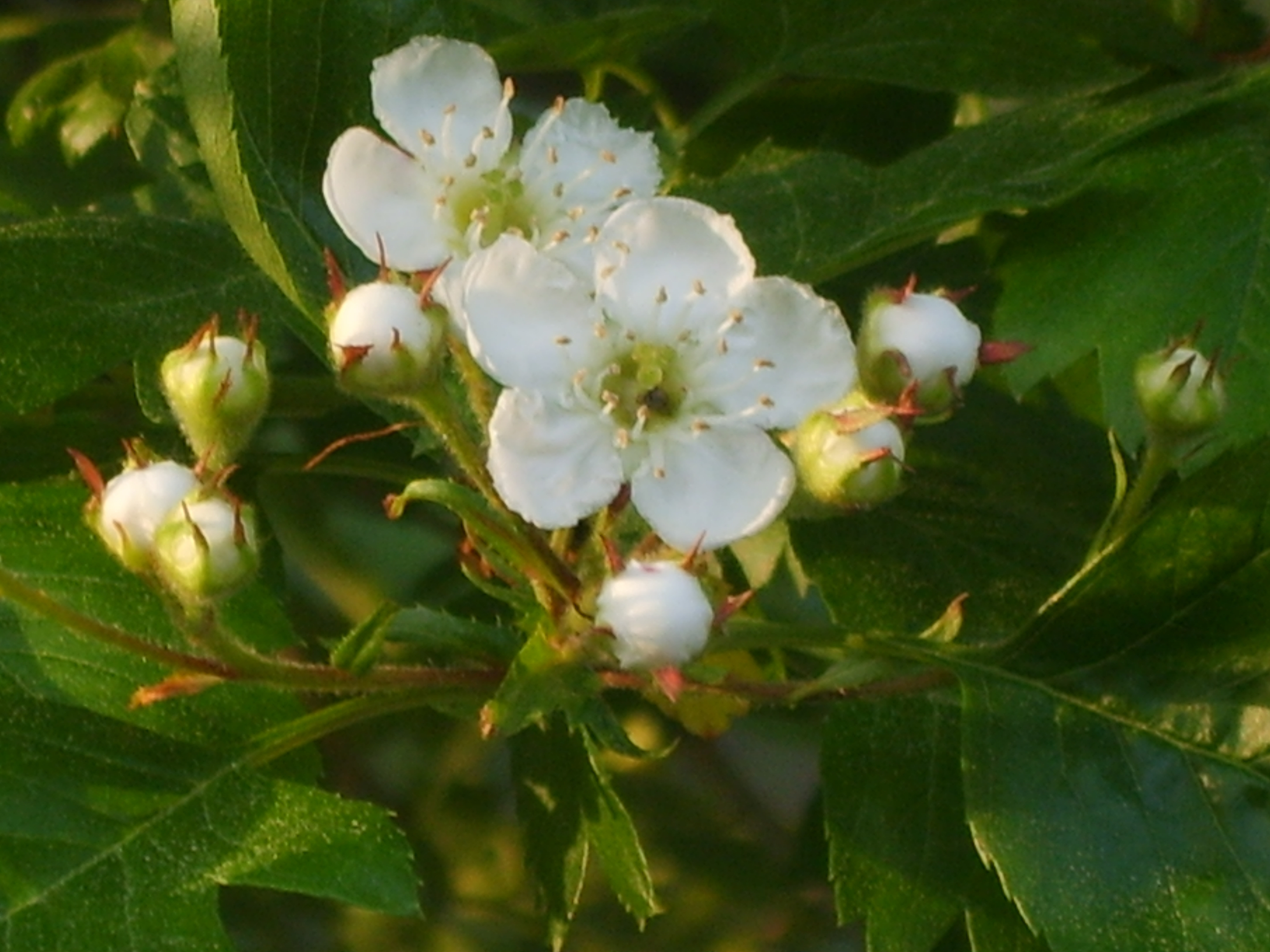
Fleur d'aubépine

«  Un pèlerin, allant visiter les saints lieux de la Judée, où le mystère de notre rédemption a été consommé, fut, en l'an 614, fait captif par un sarrasin, lequel, après 14 ou 15 ans de service, lui rendit la liberté, et, pour récompense, lui donna, quoique avec regret, une fiole de cristal, dans laquelle il assure qu'il y avait du lait de la Vierge, mère de son Dieu. Ce pèlerin, extrêmement joyeux d'un si rare présent, repassa la mer, et traversant la France, fatigué du chemin, s'endormit sur le bord d'une fontaine dans la forêt d'Évron, ayant pendu son sac dans lequel était la fiole à la branche d'une aubépine. À son réveil, il fut surpris de voir ce petit arbre grossi et haussé: il appelle un bûcheron pour l'abattre, mais inutilement, la cognée semblait retourner vers lui. Étant dans ce triste état, il apprit que le pieux Hardouin, 12e évêque du Mans, faisait la visite de son diocèse ; il va le trouver et lui conte son aventure. Ce prélat s'étant transporté sur le lieu et ayant dévotement imploré le secours du ciel, l'aubépine où était suspendu ce lait virginal reprit miraculeusement sa première forme, si bien qu'il reçut, avec vénération, cette fiole sacrée. L'évêque, par révélation divine, fit bâtir une église au même endroit, la dota de bons revenus, la dédia à la Vierge Marie, sub patronata bratae dei partane anno DCXXX et l'ayant érigée abbaye, Hardouin y établit des moines de l'ordre de St Benoît, pour vaquer à l'oraison et à la célébration du service divin. Cette église d'Évron fut ensuite visitée par un peuple nombreux, à cause des grands miracles que la main de Dieu y opérait en faveur de sa sainte mère. Ce sacré lait y a toujours été depuis révéré, par les merveilles spéciales que les femmes nourrices reçoivent en invoquant le nom et le secours de cette mère de Miséricorde. »

### Hymnes
À Évron on chantait :
| « Lac gloriosœ Virginis, Lac immensae dulcedinis, Lac sanctum honoretur. Lactis quo fuit alitus Deus noster humanitus Laus sancta frequentetur. » | « Honneur au lait de la glorieuse Vierge, à ce lait saint et d'une douceur immense. Qu'on redise souvent les louanges de ce lait dont fut nourri notre Dieu dans son humanité. » |  |

À Paris en antienne des vêpres (Missel manuscrit de l'église Saint-Gervais)
<left>
| « Lac gloriosœ Virginis, Lac immensae dulcedinis, Lac sanctum honoretur. necnon et pepli portio Ut sit Mater cum Filio Lux presens dedicetur » |

#### Sur la légende
- Joseph-Épiphane Darras (en), La légende de Notre-Dame: histoire de la Sainte Vierge.  [lire en ligne]
- [lire en ligne] André Jean Marie Hamon, Notre-Dame de France : Évron, page 316.
- [lire en ligne] Abbé Mezuret, Notre-Dame de Soulac ou de la Fin-des-Terres : Le tombeau et le culte, pages 123-130.
- [lire en ligne] Saint-Lait de la Vierge , La France pittoresque.
- [lire en ligne] Paule-V. Beterous, À propos d'une des légendes mariales les plus répandues « le lait de la Vierge » Persée  Bulletin de l'Association Guillaume Budé, 1975, volume 1, n° 3, pp. 403–411.